# Liste von Dramatikerinnen
In dieser Liste werden Schriftstellerinnen aus allen Epochen aufgeführt, deren dramatische Arbeiten einen signifikanten Teil ihres Werks ausmachen. Sie kann naturgemäß keinen Anspruch auf Vollständigkeit erheben.

## Überblick

### Antike
Die Erfindung des Dramas wird gemeinhin dem Dichter und Schauspieler Thespis (6. Jahrhundert v. Chr.) zugeschrieben. Er stellte dem Chor der Dionysien einen Schauspieler gegenüber und ließ beide in einen Wechselgesang treten. Manche Wissenschaftler vermuten, dass die antike Lyrikerin Sappho (7. Jahrhundert v. Chr.) bereits ähnliche dramatische Formen ausprobierte, indem sie beispielsweise einen Mädchenchor einer Solo-Sängerin (in der Rolle Aphrodites) gegenüberstellte. Diese Aufführungen fanden jedoch nur im kleinen Kreis, für ein aristokratisches Publikum statt.
Für das antike Theater der Griechen und Römer sind keine Autorinnen überliefert. Frauen waren in der Antike generell von der Theaterproduktion ausgeschlossen. Die einzige Ausnahme stellt das volkstümliche Genre der römischen Mimen dar, in der Frauen als Schauspielerinnen und möglicherweise als (Co-)Autorinnen tätig waren.

### Mittelalter
Die erste Schriftstellerin, von der dramatische Texte überliefert sind, ist die Kanonisse Hrotsvit von Gandersheim (modernisiert: Roswitha von Gandersheim, um 935–nach 973). Sie verfasste geistliche Schriften, historische Dichtungen und die ersten Dramen seit der Antike. Ob ihre Texte schon zu ihren Lebzeiten aufgeführt wurden, ist umstritten. Als erste englische Dramatikerin gilt die Äbtissin Katherine of Sutton (1358–1376), die liturgische Dramen neu arrangierte und bearbeitete. Diese Dramen wurden von Nonnen des Klosters Barking gespielt.

### Renaissance
Im Elisabethanischen Theater traten Frauen zwar nicht als Schauspielerinnen auf, waren aber in anderen Bereichen des Theaters tätig. Theaterstücke von Frauen sind aus den Anfangsjahren des 17. Jahrhunderts überliefert. Mary Sidney brachte 1595 eine englische Übersetzung des französischen Stück Marc-Antoine (1578) von Robert Garnier heraus. Die Shakespeare-Kennerin Robin P. Williams stellte in ihrem Buch Sweet Swan of Avon: Did a Woman Write Shakespeare? die These auf, dass Sidney die Autorin der Stücke sei, die Shakespeare zugeschrieben werden. Die erste Autorin, die nachweislich ein eigenes Drama schrieb und veröffentlichte (The Tragedy of Mariam, 1613), war Elizabeth Cary (1585/86–1639). Ihr Stück war jedoch als Lesedrama konzipiert, Aufführungen sind erst ab den 1990er-Jahren belegt. Die erste Berufsschriftstellerin war Aphra Behn (1640–1689), deren erste Komödie 1670 publiziert und aufgeführt wurde.
Im spanischen Theater Ende des 16. Jahrhunderts führten kulturelle und soziale Veränderungen dazu, dass Frauen sowohl als Schauspielerinnen wie als Autorinnen in Erscheinung treten konnten. Bekannte Dramatikerinnen waren u. a. Ana Caro de Mallén oder Feliciana Enriquez de Guzmán.

### Aufklärung
Im Zuge der Aufklärung erlangten einige Frauen Autonomie im Bereich Wissenschaft und Kunst. Die erste Dramatikerin des 18. Jahrhunderts war Friederike Caroline Neuber (1697–1760), die als Prinzipalin einer Theatertruppe in Leipzig den Grundstein zu einem Nationaltheater legte. Im Jahr 1737 verbannte Neuber symbolisch den Hanswurst als Sinnbild für das alte Stegreiftheater von der Bühne.
Die Literaturwissenschaftlerin Susanne Kord konnte für das 18. und 19. Jahrhundert 315 Dramatikerinnen ausmachen. Sie waren fast ausnahmslos Angehörige des Adels und des Bürgertums. Etwa die Hälfte von ihnen publizierte unter Pseudonym: „Solange die gesellschaftliche Konvention die Frau in Küche und Schlafzimmer verbannte, begab sich eine Schriftstellerin auf soziales Glatteis und setzte sich der öffentlichen Kritik aus: Kritik nicht etwa an der Qualität des Geschriebenen, sondern allein an der Tatsache, daß sie schrieb - Kritik an ihrer sogenannten 'Weiblichkeit'.“

### Moderne
Im 19. und frühen 20. Jahrhundert wurde es für Frauen leichter Stücke zu veröffentlichen und auf die Bühne zu bringen. Trotzdem blieb es schwierig, als Dramatikerin anerkannt zu werden. Das Drama galt als männliche Gattung, Frauen konnten zunächst vor allem in den Gattungen Volksstück, Komödie oder Lustspiel reüssieren. Autorinnen, die als Dramatikerinnen erfolgreich gespielt wurden, waren beispielsweise Githa Sowerby (1876–1970) in England, Gabriela Zapolska (1857–1921) in Polen (ihre Stücke wurden in ganz Europa gespielt) oder Marie Eugenie Delle Grazie (1864–1931) in Österreich.

### Zeitstücke der Zwischenkriegszeit
„Nach dem Ersten Weltkrieg, als Sinn und Wert einer monarchisch-patriarchalischen Ordnung zerstört waren und sich dementsprechend der festgefügte Kanon ästhetischer Formen in der Kunst und Literatur, im Drama und Theater aufzulösen begannen, traten bedeutende Dramatikerinnen hervor“. Für die Zeit der Weimarer Republik recherchierte die Literaturwissenschaftlerin Anne Stürzer rund 150 Dramatikerinnen. Sie arbeiteten in allen Genres. Besonders konnten sie sich jedoch in der Gattung der politisch engagierten Zeitstücke durchsetzen. Wichtige Autorinnen waren hier u. a. Anna Gmeyner (1902–1991), Gina Kaus (1893–1985) oder Marieluise Fleißer (1901–1974).

### Afroamerikanische Dramatikerinnen
Durch die Bewegung der Harlem Renaissance verschafften sich in den 1920er-Jahren afroamerikanische Autorinnen zunehmend Gehör. Angelina Weld Grimkés (1880–1958) Theaterstück Rachel (1916) gilt als erstes Stück einer afroamerikanischen Dramatikerin, das öffentlich aufgeführt wurde. Andere Dramatikerinnen der Harlem Renaissance waren Zora Neale Hurston (1891–1960), Georgia Douglas Johnson (1877/86–1966), Eloise Bibb Thompson (1878–1928) oder Marita Bonner (1899–1971). Mit dem Stück A Raisin in the Sun (1950) gelang es Lorraine Hansberry (1930–1965) als erste afroamerikanische Autorin am Broadway gespielt zu werden. Weitere bekannte afroamerikanische Dramatikerinnen in der zweiten Hälfte des 20. Jahrhunderts waren u. a. Ntozake Shange (1948–2018), Alice Childress (1920–1994) oder Suzan-Lori Parks (* 1963).

### Nach dem Zweiten Weltkrieg

#### Im deutschsprachigen Theater
„Der Nationalsozialismus zerstörte die literarische Avantgarde. Sein ideologisches Verdikt betraf aber besonders Frauen, die in den Bereich der Familie, der häuslichen Reproduktion zurückverwiesen wurden. Das Scheitern einer beginnen politischen und künstlerischen Emanzipation in der Weimarer Republik, und die Reduktion der Frau auf die Rolle der Hausfrau und Mutter musste überwunden und aufgeholt werden. Das dauerte bis in die fünfziger Jahre hinein.“ Die Theaterwissenschaftlerin Anke Roeder schreibt, dass erst in der Mitte der 1970er-Jahre Stücke von Autorinnen wahrgenommen wurden. Hierzu gehörten vor allem Ursula Krechel (* 1947) und Gerlind Reinshagen (1926–2019). Ab den 1980er-Jahren treten Autorinnen wie Ginka Steinwachs (* 1942), Elfriede Jelinek (* 1946), Friederike Roth (* 1948) oder Dea Loher (* 1964) unübersehbar hervor.

#### Im angloamerikanischen Theater
In den 1970er- und 80er-Jahren erscheinen die ersten historischen Anthologien mit Theaterstücken von Dramatikerinnen. Der literarische Kanon wird von Literaturwissenschaftlerinnen einer feministischen Kritik unterzogen. Stücke von Aphra Behn (1640–1689), Mary Pix (1666–1709) oder Githa Sowerby (1876–1970) werden wiederentdeckt und aufgeführt.

## Liste (alphabetisch)

### A

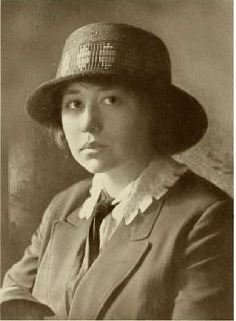
Zoë Akins

- Nora Abdel-Maksoud (* 1983), deutsche Schauspielerin, Dramatikerin und Regisseurin
- Catherine Acholonu (1951–2014), nigerianischer Schriftstellerin und Dozentin
- Judith Adong (* 1977), ugandische Dramatikerin und Filmemacherin
- Ama Ata Aidoo (1942–2023), ghanaische Schriftstellerin und Politikerin
- Adalet Ağaoğlu (1929–2020), türkische Schriftstellerin
- Isidora Aguirre (1919–2011), chilenische Dramatikerin
- Ahlam (o.A.), Pseudonym einer ägyptischen Dramatikerin und Preisträgerin des Women's Prize for Playwriting 2020
- María Luisa Algarra (1916–1957), spanisch-mexikanische Dramatikerin
- Dora Alonso (1910–2001), kubanische Journalistin und Schriftstellerin
- Amalie von Sachsen [Pseud. Amalie Heiter] (1794–1870), deutsche Schriftstellerin, Komponistin und Librettistin sowie Mitglied des sächsischen Königshauses
- Loula Anagnostaki (1928–2017), griechische Schriftstellerin
- Isabella Andreini (1562–1604), italienische Schauspielerin und Autorin
- Christine Angot (* 1959), französische Schriftstellerin
- Trey Anthony (* 1983), kanadische Dramatikerin, Schauspielerin und Produzentin
- Zoë Akins (1886–1958), US-amerikanische Schriftstellerin, Pulitzer-Preisträgerin
- Sophie Albrecht (1756–1840), deutsche Schauspielerin und Schriftstellerin
- Marie Alvarez (* 1988), argentinische Dramatikerin
- Lidia Amejko (* 1955), polnische Dramatikerin und Romanautorin
- Olena Aptschel (* 1986), ukrainische Regisseurin, Wissenschaftlerin und Dramatikerin
- Maya Arad Yasur (* 1971), israelische Dramatikerin
- Millicent Armstrong (1888–1973), australische Dramatikerin
- Gisela von Arnim (1827–1889), deutsche Schriftstellerin
- Theresa von Artner (1772–1829), ungarndeutsche Schriftstellerin
- Aspazija (1865–1943), lettische Schriftstellerin
- Elsie Attenhofer (1909–1999), Schweizer Kabarettistin, Schauspielerin, Schriftstellerin und Diseuse

### B

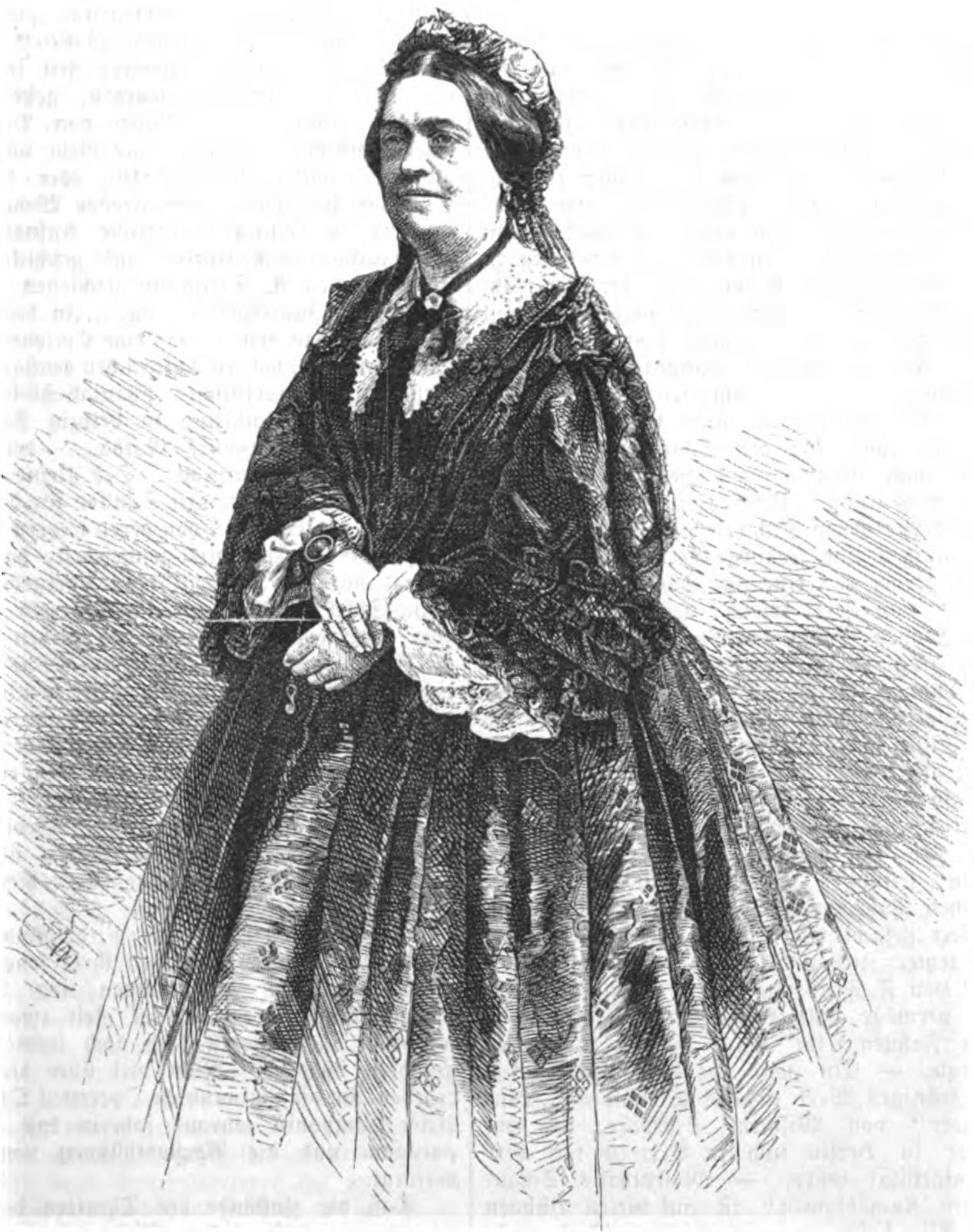
Charlotte Birch-Pfeiffer

- Jalila Baccar (* 1952), tunesische Dramatikerin und Schauspielerin
- Olga Bach (* 1990), deutsche Dramatikerin
- Enid Bagnold (1889–1981), britische Schriftstellerin und Dramatikerin
- Joanna Baillie (1762–1851), britische Dichterin der Romantik
- Elizabeth Baker (1876–1962), britische Dramatikerin
- Djuna Barnes (1892–1982), US-amerikanische Schriftstellerin
- Clare Barron (o.A.), US-amerikanische Dramatikerin und Schauspielerin
- Antonie Baumberg (1857–1902), österreichische Schriftstellerin
- Elisabeth Baumgartner (1889–1957), Schweizer Bäuerin und Verfasserin von Theaterstücken und Hörspielen in Berndeutsch
- Emmanuelle Bayamack-Tam (* 1966), französische Schriftstellerin und Dramatikerin
- Natalie Beer (1903–1987), österreichische Schriftstellerin
- Aphra Behn (1640–1689), die erste öffentlich auftretende Berufsschriftstellerin Englands
- Loleh Bellon (1925–1999), französische Schauspielerin und Dramatikerin
- Ewelina Benbenek (* 1985), deutsche Dramatikerin und Literaturwissenschaftlerin
- Simone Benmussa (1932–2001), in Algerien geborene französische Autorin
- Sivan Ben Yishai (* 1978), in Israel geborene, in Deutschland lebende Autorin und Regisseurin
- Elsa Bernstein [Pseud. Ernst Rosmer] (1866–1949), deutsch-österreichische Schriftstellerin und Bühnenautorin
- Sibylle Berg (* 1962), deutsch-schweizerische Schriftstellerin und Dramatikerin
- Olga Fjodorowna Bergholz (1910–1975), russische Schriftstellerin
- Aimée Daniell Beringer [Pseud. Mrs. Oscar Beringer] (1856–1936), in den USA geborene englische Dramatikerin
- Catherine Bernard (1662–1712), französische Dramatikerin
- Maja Beutler (1936–2021), Schweizer Schriftstellerin und Dramatikerin
- Eloise Bibb Thompson (1878–1928), afroamerikanische Dramatikerin, Dichterin und Journalistin
- Alice Birch (* 1986), britische Theaterautorin
- Charlotte Birch-Pfeiffer (1800–1868), deutsche Schauspielerin, Theaterleiterin und Schriftstellerin
- Lola Blasco (* 1983), spanische  Dramatikerin, Schauspielerin und Dozentin
- Natalia Blok (* 1980), ukrainische Dramatikerin und Regisseurin
- Frances Boothby (bl. 1669–1670), englische Schriftstellerin, gilt als erste Autorin, von der ein Theaterstück in London auf die Bühne kam (1669)
- Marita Bonner (1899–1971), afroamerikanische Schriftstellerin, Essayistin und Dramatikerin
- Carmen Boullosa (* 1954), mexikanische Schriftstellerin, Lyrikerin und Theaterautorin
- Mona Brand (1915–2007), australische Dramatikerin
- Anna Alexejewna Brenko (1848–1934), russisch-sowjetische Schauspielerin, Regisseurin, Dramatikerin und Unternehmerin
- Anna Brigadere (1861–1933), lettische Schriftstellerin
- Anna Bro (* 1980), dänische Dramatikerin
- E. M. Broner (1927–2011), US-amerikanische Schriftstellerin und Feministin
- Frances Brooke (1724–1789), englisch-kanadische Schriftstellerin und Dramatikerin
- Katja Brunner (* 1991), Schweizer Dramatikerin
- Aleksandra Brusztein (1884–1968), polnisch-sowjetische Schriftstellerin
- Svenja Viola Bungarten (* 1992), deutsche Dramatikerin
- Mary P. Burrill (1881–1946), afroamerikanische Dramatikerin

### C

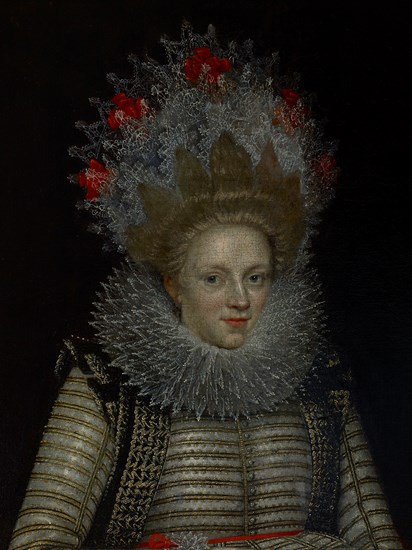
Elizabeth Cary

- Veza Canetti (1897–1963), österreichische Schriftstellerin und Übersetzerin
- Minna Canth (1844–1897), finnische Schriftstellerin und Frauenrechtlerin
- Maria Aurèlia Capmany (1918–1991), katalanische Schriftstellerin, Dramatikerin und Essayistin
- Ana Caro de Mallén (1590–1646), spanische Dichterin und Dramatikerin
- Anne Carson (* 1950), kanadische Dichterin, Essayistin, Übersetzerin und Professorin für Klassik
- Leonora Carrington (1917–2011), mexikanische surrealistische Malerin, Schriftstellerin und Dramatikerin britischer Herkunft
- Elizabeth Cary (1585/86–1639), die erste Frau, von der bekannt ist, dass sie ein Theaterstück auf Englisch schrieb und veröffentlichen ließ (The Tragedie of Mariam, 1613)[23]
- Beatriz Catani (* 1955), argentinische Autorin, Schauspielerin und Regisseurin
- Margaret Cavendish (1623–1673), englische Adelige, Schriftstellerin, Philosophin und Wissenschaftlerin
- Susanna Centlivre (1669–1723), englische Dichterin, Schauspielerin und Dramatikerin
- Anupama Chandrasekhar (o.A.), indische Dramatikerin
- Mary Chase (1907–1981), US-amerikanische Schriftstellerin, Pulitzer-Preisträgerin
- Maria Chéliga-Loevy (1854–1927), polnische, überwiegend in Frankreich lebende Dramatikerin und Feministin, Gründerin des Théâtre féministe (1897–1899)
- Alice Childress (1920–1994), afroamerikanische Dramatikerin, Schauspielerin und Schriftstellerin
- Ada Christen (1839–1901), österreichische Schriftstellerin
- Agatha Christie (1890–1976), britische Schriftstellerin
- Caryl Churchill (* 1938), englische Autorin von Dramen
- Hélène Cixous (* 1937), französische Schriftstellerin
- Martina Clavadetscher (* 1979), Schweizer Autorin und Theaterschaffende
- Catherine Cockburn (1679–1749), englische Dramatikerin, Schriftstellerin und Philosophin
- Maryse Condé (1934–2024), französische Schriftstellerin aus Guadeloupe
- J. California Cooper (1931–2014), US-amerikanische Dramatikerin und Autorin
- Marthe Cosnard (getauft 1614–1659), französische Dramatikerin
- Margherita Costa (um 1600–nach 1657), italienische Dichterin und Dramatikerin des Barock
- Luísa Costa Gomes (* 1954), portugiesische Dramatikerin
- Hannah Cowley (1743–1809), englische Dramatikerin und Dichterin
- Rachel Crothers (1878–1958), US-Bühnenautorin und Theaterregisseurin
- Anna Croissant-Rust (1860–1943), deutsche Schriftstellerin
- Dymphna Cusack (1902–1981), australische Schriftstellerin

### D

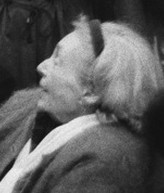
Marguerite Duras

- Gesine Danckwart (* 1969), deutsche Dramatikerin und Autorin
- Tsitsi Dangarembga (* 1959), simbabwische Autorin und Filmemacherin
- Sarah Daniels (* 1956), britische Dramatikerin
- Nadia Davids (* 1977), südafrikanische Dramatikerin, Romanautorin und Autorin von Kurzgeschichten und Drehbüchern
- Ángela de Azevedo (um 1600–unbekannt), portugiesische Dramatikerin
- Consuelo de Castro (1946–2016), brasilianische Dramatikerin
- Françoise de Graffigny (1695–1758), französische Schriftstellerin und Salonnière der Aufklärung
- Feliciana Enriquez de Guzmán (1569–1644), spanische Dramatikerin und Dichterin
- Shelagh Delaney (1938–2011), britische Schriftstellerin und Drehbuchautorin
- Marie Eugenie Delle Grazie (1864–1931), österreichische Schriftstellerin
- Saša Denisova (o.A.), ukrainische Dramatikerin
- Juliane Déry (1864–1899), deutschsprachige Schriftstellerin ungarischer Herkunft
- Antoinette Deshoulières (1638–1694), französische Dichterin
- Laura de Weck (* 1981), Schweizer Schauspielerin und Bühnenautorin
- Reza de Wet (1952–2012), südafrikanische Dramatikerin
- Agnieska Hernández Díaz (* 1977), kubanische Theater-, Roman- und Drehbuchautorin sowie Regisseurin
- Assia Djebar (1936–2015), algerische Schriftstellerin, Filmemacherin, Historikerin und Hochschullehrerin
- Thea Doelwijt (* 1938), surinamisch-niederländische Schriftstellerin
- Hedwig Dohm (1831–1919), deutsche Schriftstellerin und Frauenrechtlerin
- Ingeborg Drewitz (1923–1986), deutsche Schriftstellerin
- Andrea Dunbar (1961–1990), britische Dramatikerin
- Marguerite Duras (1914–1996), französische Schriftstellerin, Dramatikerin, Drehbuchautorin und Filmregisseurin

### E

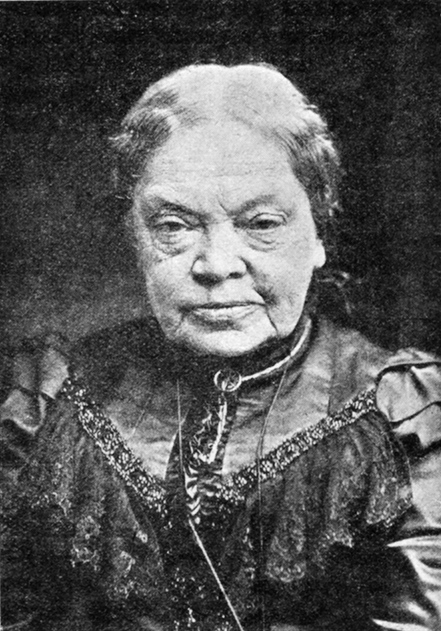
Marie von Ebner-Eschenbach

- Marie von Ebner-Eschenbach (1830–1916), österreichische Schriftstellerin
- Gundi Ellert (* 1951), deutsche Schauspielerin, Regisseurin und Autorin
- Buchi Emecheta (1944–2017), nigerianische Schriftstellerin
- Muzi Epifani (1935–1984), italienische Schriftstellerin und Dichterin
- Nicoleta Esinencu (* 1978), moldauische Dramatikerin
- Ines Eck (* 1956), deutsche Fluxuskünstlerin und Dramatikerin

### F
- Halley Feiffer (* 1985), US-amerikanische Schauspielerin und Dramatikerin
- Félicité de Genlis (1746–1830), französische Schriftstellerin
- Edna Ferber (1885–1968), US-amerikanische Schriftstellerin ungarischer Herkunft
- Beatrice Ferolli (* 1932), österreichische Schauspielerin, Theater- und Drehbuchautorin
- Lindsey Ferrentino (o.A.), US-amerikanische Dramatikerin und Drehbuchautorin
- Carmen Firan (* 1958), rumänische Dichterin, Schriftstellerin, Kurzgeschichtenschreiberin, Journalistin und Dramatikerin
- Daniela Fischerová (* 1948), tschechische Dramatikerin und Prosaistin
- Marieluise Fleißer (1901–1974), deutsche Schriftstellerin, Dramatikerin und Erzählerin
- Bettina Fless (1961–2007), deutsche Schauspielerin, Dramatikerin, Dozentin und Theaterregisseurin
- Mária Földes (1925–1976), ungarisch-rumänische Dramatikerin
- María Irene Fornés (1930–2018), US-amerikanische Dramatikerin und Regisseurin kubanischer Herkunft
- Ilse Frapan (1849–1908), deutsche Schriftstellerin
- Sofia Fredén (* 1968), schwedische Dramatikerin
- Anna Rupertina Fuchs (1657–1722), deutsche Schriftstellerin

### G
- Zona Gale (1874–1938), US-amerikanische Schriftstellerin, erste weibliche Pulitzer-Preisträgerin in der Kategorie Drama
- Griselda Gambaro (* 1928), argentinische Dramatikerin und Schriftstellerin
- Elena Garro (1916–1998), mexikanische Schriftstellerin
- Delphine Gay (1804–1855), französische Dichterin
- Pam Gems (1925–2011), britische Dramatikerin
- Natalia Ginzburg (1916–1991), italienische Autorin
- Susan Glaspell (1876/82–1948), US-amerikanische Schriftstellerin, Pulitzer-Preisträgerin
- Anna Gmeyner (1902–1991), österreichisch-britische Schriftstellerin
- Leah Goldberg (1911–1970), israelische Autorin
- Gertrudis Gómez de Avellaneda (1814–1873), spanische bzw. kubanische Schriftstellerin und Dramatikerin
- Julia Gonchar (* 1990), ukrainische Dramaturgin und Dramatikerin
- Luise Gottsched (1713–1763), deutsche Schriftstellerin
- Shirley Graham Du Bois (1896–1977), afroamerikanische Autorin, Dramatikerin, Komponistin und Aktivistin
- Oriel Gray (1920–2003), australische Dramatikerin
- Isabella Augusta Gregory (1852–1932), irische Dramatikerin und Folkloristin
- Angelina Weld Grimké (1880–1958), afroamerikanische Schriftstellerin und Bürgerrechtsaktivistin, eine der ersten afroamerikanischen Bühnenautorinnen
- Linda Griffiths (1953–2014), kanadische Schauspielerin und Dramatikerin
- Isabella Arkadjewna Grinewskaja (1864–1944), russische Dichterin und Schriftstellerin

### H

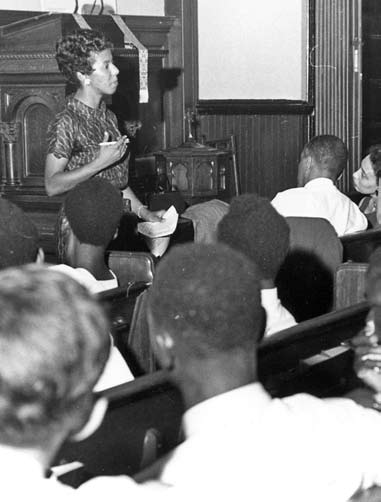
Lorraine Hansberry

- Hasegawa Shigure (1879–1941), eine der frühesten Dramatikerinnen Japans
- Julia Haenni (* 1988), Schweizer Regisseurin, Performerin und Autorin
- Lydia Haider (* 1985), österreichische Schriftstellerin
- Cicely Hamilton (1872–1952), britische Schauspielerin, Autorin, Journalistin, Suffragette und Feministin
- Lorraine Hansberry (1930–1965), erste afroamerikanische Autorin, deren Stücke am Broadway gespielt wurden

- Nino Haratischwili (* 1983), in Deutschland lebende und arbeitende georgische Theaterregisseurin, Dramatikerin und Romanautorin
- Sabine Harbeke (* 1965), Schweizer Bühnenautorin und Theaterregisseurin
- Iryna Harez (* 1975), ukrainische Dramatikerin und Theaterleiterin
- Aleshea Harris (* 1981), US-amerikanische Dramatikerin
- Meike Hauck (* 1977), deutsche Theater- und Drehbuchautorin

- Lillian Hellman (1905–1984), US-amerikanische Schriftstellerin
- Elise Henle (1832–1892), deutsche Schriftstellerin
- Beth Henley (* 1952), US-amerikanische Schriftstellerin und Pulitzer-Preisträgerin
- Martha Luisa Hernández Cadenas (* 1991), kubanische Performerin und Dramatikerin
- Judith Herzberg (* 1934), niederländische Schriftstellerin
- Wilhelmine von Hillern (1836–1916), deutsche Schriftstellerin und Schauspielerin, Tochter der Dramatikerin Charlotte Birch-Pfeiffer
- Anja Hilling (* 1975), deutsche Theaterautorin
- Sinaida Hippius (1869–1945), russische Schriftstellerin
- Pearl Mary Teresa Craigie [Pseud. John Oliver Hobbes] (1867–1906), britische Schriftstellerin
- Pauline Elizabeth Hopkins (1859–1903), afroamerikanische Autorin und Dramatikerin
- Hrotsvit (um 935–nach 973), erste Dichterin und Dramatikerin überhaupt, einzige Dramatikerin des Mittelalters
- Quiara Alegría Hudes (* 1977), US-amerikanische Dramatikerin und Drehbuchautorin
- Zora Neale Hurston (1891–1960), afroamerikanische Schriftstellerin und Anthropologin

### I
- Manuela Infante (* 1980), chilenische Theaterautorin, Regisseurin, Drehbuchautorin und Musikerin
- Lotte Ingrisch (1930–2022), österreichische Schriftstellerin

### J

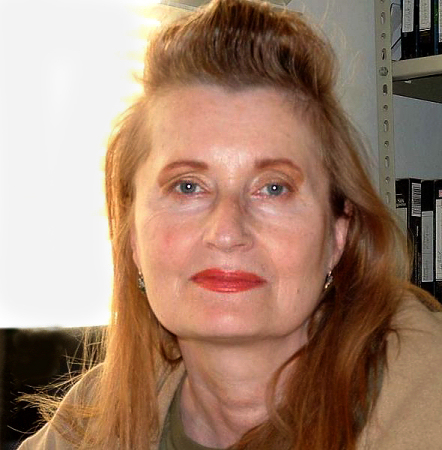
Elfriede Jelinek

- Elfriede Jelinek (* 1946), österreichische Schriftstellerin und Literaturnobelpreisträgerin
- Ann Jellicoe (1927–2017), britische Dramatikerin, Theaterdirektorin und Schauspielerin
- Caren Jeß (* 1985), deutsche Dramatikerin
- Georgia Douglas Johnson (1877/86–1966), afroamerikanische Dichterin und Komponistin, eine der ersten afroamerikanischen Bühnenautorinnen
- Biljana Jovanović (1953–1996), serbische Schriftstellerin, Bürgerrechtlerin und Friedensaktivistin
- Juana Inés de la Cruz (1648–1695), mexikanische Nonne und Dichterin
- Dagny Juel (1867–1901), norwegische Schriftstellerin und Dramatikerin

### K
- Evanthia Kairi (1799–1866), griechische Intellektuelle und Autorin, publizierte das erste Stück einer Autorin in Griechenland[24]
- Sarah Kane (1971–1999), britische Dramatikerin und Theaterregisseurin
- Birutė Kapustinskaitė (* 1989), litauische Dramatikerin und Drehbuchautorin
- Merle Karusoo (* 1944), estnische Regisseurin und Dramatikerin
- Katharina II. (1729–1796), Kaiserin von Russland
- Katherine of Sutton (1358–1376), benediktinische Nonne, gilt als Englands erste Dramatikerin
- Beatrice Kaufman (1895–1945), US-amerikanische Herausgeberin und Dramatikerin
- Gina Kaus  (1893–1985), österreichische Schriftstellerin, Übersetzerin und Drehbuchautorin
- Charlotte Keatley (* 1960), britische Dramatikerin
- Adrienne Kennedy (* 1931), US-amerikanische Autorin, Dramatikerin und Produzentin
- Chrystèle Khodr (o.A.), libanesische Regisseurin, Schauspielerin und Dramatikerin
- Deirdre Kinahan (* 1968), irische Dramatikerin
- Dawn King (* 1978), britische Dramatikerin
- Lucy Kirkwood (* 1984), englische Dramaturgin und Drehbuchautorin
- Kishida Rio (1946–2003), japanische Dramatikerin
- Lydia Koidula (1843–1886), estnische Lyrikerin und Dramatikerin
- Anastasija Kosodij (* 1991), ukrainische Dramatikerin und Theatermanagerin
- Christine Kövesi (1941–1983), österreichische Dramatikerin
- Ágota Kristóf (1935–2011), ungarisch-schweizerische Schriftstellerin und Dramatikerin
- Simone Kucher (* 1973), deutsche Dramatikerin und Hörspielautorin
- Rebekka Kricheldorf (* 1974), deutsche Dramatikerin
- Zofka Kveder (1878–1926), slowenische Schriftstellerin, Übersetzerin, Frauenrechtlerin und erste große Erscheinung der slowenischen Frauenliteratur

### L

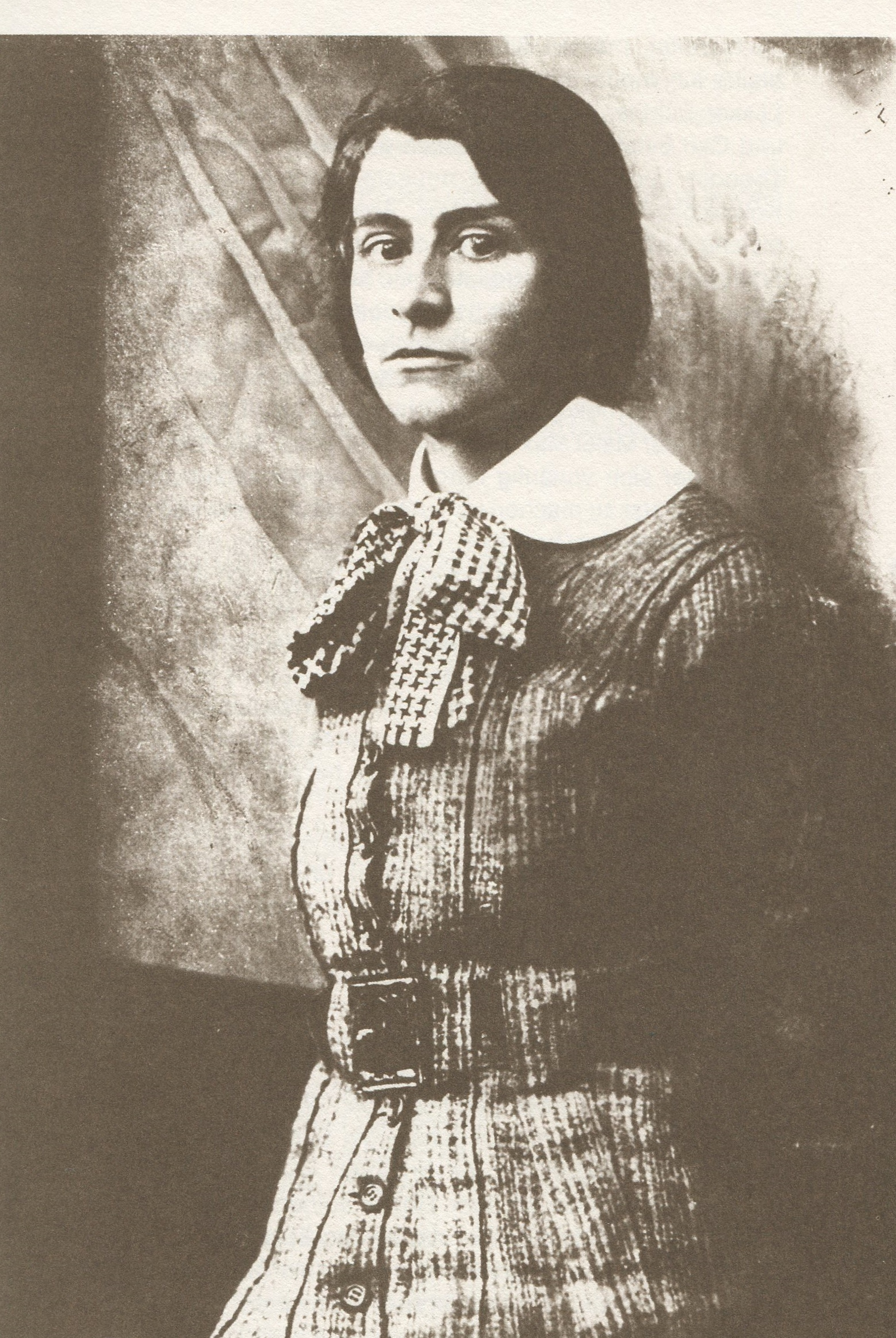
Else Lasker-Schüler

- Elena Lacková (1921–2003), slowakische Romni, Schriftstellerin und Dramatikerin, schrieb das erste Theaterstück aus Roma-Perspektive[25]
- Emma Laddey (1841–1892), deutsche Schauspielerin und Schriftstellerin
- Anna Langfus (1920–1966), polnisch-französische Schriftstellerin, Verfasserin eines der frühesten Stücke, das den Holocaust thematisiert[26]
- Margarethe Langkammer [Pseud. Richard Nordmann] (1866–1922), deutsch-österreichische Schauspielerin und Schriftstellerin
- Katrin Lange (* 1942), deutsche Dramatikerin und Hörspielautorin
- Ilse Langner (1899–1987), deutsche Schriftstellerin und Journalistin
- Jeanne Lapauze (1854–1921), französische Schriftstellerin und Übersetzerin, auch bekannt unter ihrem Pseudonym Daniel Lesueur
- Itzel Lara (* 1980), mexikanische Dramatikerin, Kritikerin und Drehbuchautorin
- Else Lasker-Schüler (1869–1945), deutsche Lyrikerin
- Ingrid Lausund (* 1965), deutsche Theaterautorin und Regisseurin
- Maria Lazar (1895–1948), österreichisch-jüdische Schriftstellerin
- Barbara Lebow (* 1936), jüdisch-amerikanische Dramatikerin
- Sophia Lee (1750–1824), englische Schriftstellerin
- Young Jean Lee (* 1974), US-amerikanische Dramatikerin, Regisseurin und Filmemacherin, die erste asiatisch-amerikanische Autorin am Broadway
- Jasmine Lee-Jones (* 1998), britische Autorin und Schauspielerin
- Anne Charlotte Leffler (1849–1892), schwedische Schriftstellerin
- Marie Lenéru (1875–1918), französische Dramatikerin
- Anne Lepper (* 1978), deutsche Dramatikerin
- Gertrud Leutenegger (1948–2025), Schweizer Schriftstellerin
- Nell Leyshon (* 1962), englische Dramatikerin und Autorin
- Clara Lipman (1864–1952), US-amerikanische Schauspielerin und Dramatikerin
- Nadeschda Alexandrowna Lochwizkaja (1872–1952), russische Dichterin und Schriftstellerin, Pseudonym Teffi
- Dea Loher (* 1964), deutsche Dramatikerin und Prosaautorin
- Cecilie Løveid (* 1951), norwegische Dramatikerin

### M

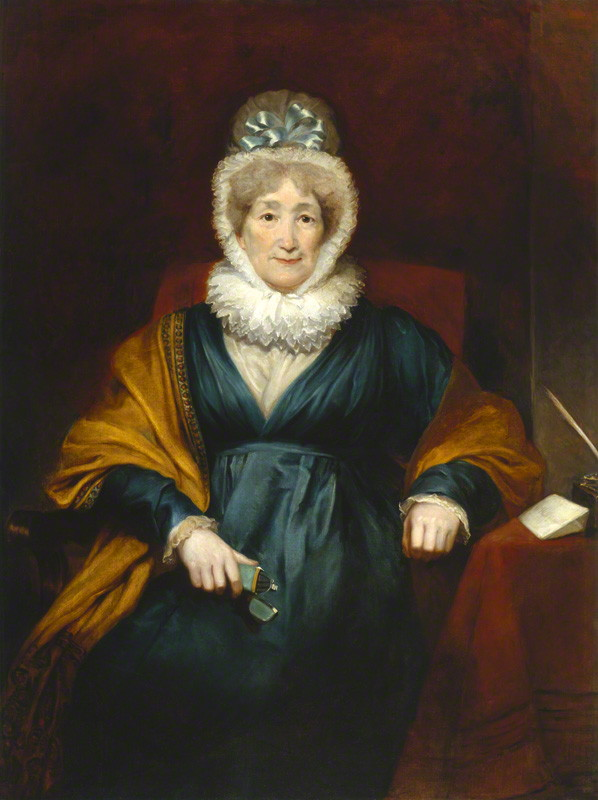
Hannah More

- Enis Maci (* 1993), deutsche Schriftstellerin
- Marie Madeleine (1881–1944), deutsche Schriftstellerin
- Lina Majdalanie (* 1966), libanesische Dramatikerin
- Eeva-Liisa Manner (1921–1995), finnische Dichterin und Übersetzerin
- Eduarda Mansilla (1834–1892), argentinische Schriftstellerin
- Dacia Maraini (* 1936), italienische Schriftstellerin
- Marcela de San Félix (1605–1688), spanische Nonne, Schauspielerin und Dramatikerin
- Milena Marković (* 1974), serbische Dichterin, Dramatikerin und Drehbuchautorin
- Una Marson (1905–1965), jamaikanische Feministin, Aktivistin und Autorin
- Dorota Masłowska (* 1983), polnische Schriftstellerin
- Lu Märten (1879–1970), deutsche Publizistin, Schriftstellerin, Kunstkritikerin, sozialistische Theoretikerin und Frauenrechtlerin
- Emilie Mataja [Pseud. Emil Marriot] (1855–1938), österreichische Schriftstellerin des Realismus
- Daphne du Maurier (1907–1989), britische Schriftstellerin
- Edna Mazya (* 1950), israelische Schriftstellerin und Dramatikerin
- Olga Mazjupa (* 1988), ukrainische Dramatikerin und Theaterwissenschaftlerin
- Mariella Mehr (1947–2022), Schweizer Schriftstellerin
- Concha Méndez (1898–1986), spanische Dichterin und Dramatikerin, Mitglied der Gruppe Generación del 27
- Brigitte Meng (1932–1998), schweizerische Schriftstellerin und Lyrikerin, gilt als erste Dramatikerin des modernen Schweizer Theaters[27]
- Erika Mitterer (1906–2001), österreichische Schriftstellerin
- Christina Morales (* 1985), spanische Autorin und Dramatikerin
- Hannah More (1745–1833), englische Schriftstellerin
- Martha Morton (1865–1925), US-amerikanische Dramatikerin
- Elfriede Müller (* 1956), deutsche Schriftstellerin, Schauspielerin und freie Autorin
- Lyubov Mulmenko (* 1985), russische Dramatikerin, Regisseurin und Drehbuchautorin
- Alina Mungiu-Pippidi (* 1964), rumänische Politikwissenschaftlerin, Akademikerin, Journalistin und Schriftstellerin

### N
- Marie von Najmájer (1844–1904), österreichische Schriftstellerin
- Anna Neata (* 1987), österreichische Dramatikerin
- Friederike Caroline Neuber (1697–1760), deutsche Schauspielerin und Dramatikerin
- Annie Neumann-Hofer (1867–1944), deutschsprachige Schriftstellerin, Übersetzerin und Konzertpianistin US-amerikanischer Herkunft
- JC Niala (o.A.), kenianische Dramatikerin
- Anne Nichols (1891–1966), US-amerikanische Dramatikerin
- Marsha Norman (* 1947), US-amerikanische Schriftstellerin und Autorin, Pulitzer-Preisträgerin
- Lynn Nottage (* 1964), US-amerikanische Dramatikerin, zweifache Pulitzer-Preisträgerin
- Milica Novković (* 1953), serbische Dramatikerin

### O
- Joyce Carol Oates (* 1938), US-amerikanische Schriftstellerin
- Gerlinde Obermeir (1942–1984), österreichische Dramatikerin
- Okada Yachiyo (1883–1962), japanische Autorin und eine der frühesten Dramatikerinnen Japans
- Julie Okoh (* 1947), nigerianische Dramatikerin
- Ninne Olsson (* 1945), schwedische Dramatikerin, Regisseurin und Theaterleiterin
- Olympe de Gouges (1748–1793), französische Revolutionärin, Frauenrechtlerin, Schriftstellerin und Autorin von Theaterstücken und Romanen im Zeitalter der Aufklärung
- Osonye Tess Onwueme (* 1955), nigerianische Dramatikerin
- Stella Oyedepo (1949–2019), nigerianische Dramatikerin
- Emine Sevgi Özdamar (* 1946), türkisch-deutsche Schauspielerin und Schriftstellerin

### P
- Suzan-Lori Parks (* 1963), US-amerikanische Dramatikerin, erste afroamerikanische Pulitzer-Preisträgerin in der Kategorie Drama
- Dorothy Parker (1893–1967), US-amerikanische Schriftstellerin
- Éva Pataki (* 1954), ungarische Autorin, Drehbuchautorin, Regisseurin und Dramatikerin
- Maja Pelević (* 1981), serbische Autorin
- Kateryna Penkowa (* 1983), ukrainische Dramatikerin
- Tamara Petkewitsch (1920–2017), russische Schriftstellerin
- Ljudmila Petruschewskaja (* 1938), russische Schriftstellerin, Dramatikerin, Drehbuchautorin sowie Journalistin und Chansonnière
- Caroline Pichler (1769–1843), österreichische Schriftstellerin, Lyrikerin und Kritikerin
- Winsome Pinnock (* 1961), vom Guardian bezeichnet als „the godmother of black British playwrights“[28]
- Mary Pix (1666–1709), englische Dramatikerin
- Sharon Pollock (* 1936), kanadische Schauspielerin, Dramatikerin und Regisseurin
- Stanisława Przybyszewska (1901–1935), polnische Dramatikerin

### Q
- Catharina Questiers (1631–1669), niederländische Dichterin und Dramatikerin

### R

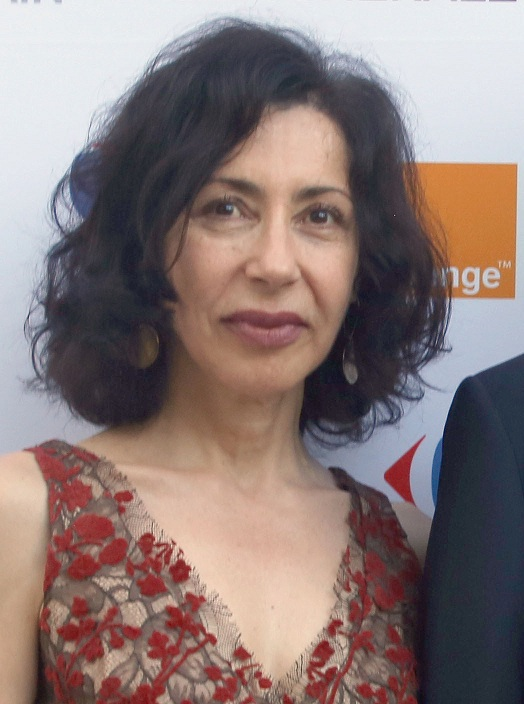
Yasmina Reza

- Heather Raffo (* 1970er-Jahre), US-amerikanische Dramatikerin und Schauspielerin
- Franca Rame (1929–2013), italienische Theatermacherin
- Ayn Rand (1905–1982), US-amerikanische Autorin russischer Herkunft
- Ljudmila Rasumowskaja (* 1946), russische Schauspielerin und Dramatikerin
- Gerlind Reinshagen (1926–2019), deutsche Schriftstellerin
- Yasmina Reza (* 1959), französische Schriftstellerin
- Rike Reiniger (* 1966), deutsche Dramatikerin
- Elizabeth Robins (1862–1952), US-amerikanische Schauspielerin, Schriftstellerin und Frauenrechtlerin
- Gertrude Minnie Robins (1861–1939), britische Schriftstellerin und Dramatikerin
- Kathrin Röggla (* 1971), österreichische Schriftstellerin
- Lois Roisman (1938–2008), jüdisch-amerikanische Dramatikerin
- Friederike Roth (* 1948), deutsche Schriftstellerin
- Eva Rottmann (* 1983), deutsche Schriftstellerin und Dramatikerin
- Anusree Roy (* 1982), indisch-kanadische Dramatikerin, Schauspielerin und Librettistin
- Ruth Rubio (* 1989), spanische Dramatikerin
- Hilde Rubinstein (1904–1997), deutsche Malerin und Dichterin
- Sarah Ruhl (* 1974), US-amerikanische Dramatikerin
- Urani Rumbo (1895–1936), albanische Feministin, Lehrerin und Dramatikerin
- Dace Rukšāne (* 1969), lettische Autorin, Journalistin und Sexkolumnistin
- Antoinette Rychner (* 1979), Schweizer Dramatikerin

### S

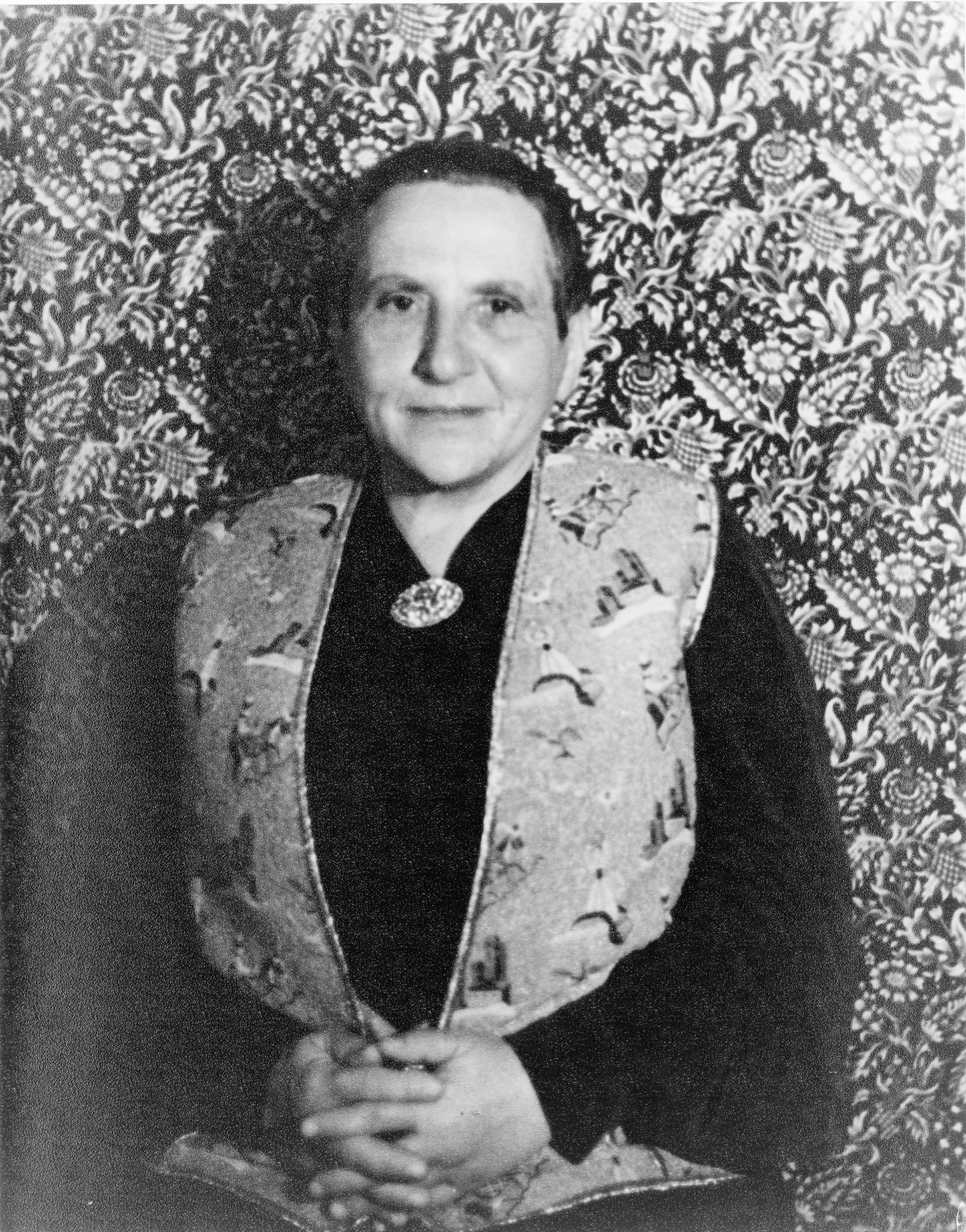
Gertrude Stein

- Nelly Sachs (1891–1970), deutsche Schriftstellerin, Lyrikerin und Literatur-Nobelpreisträgerin
- Mahin Sadri (* 1979), iranische Schauspielerin, Dramatikerin und Regisseurin
- Ekaterina Sadur (* 1973), russische Schriftstellerin und Dramatikerin
- Nina Mikhailovna Sadur (* 1950), russische Schriftstellerin und Dramatikerin
- Naghmeh Samini (* 1973), in den USA lebende iranische Dramatikerin, Wissenschaftlerin und Drehbuchautorin
- Ivana Sajko (* 1975), kroatische Schriftstellerin, Dramaturgin und Theaterregisseurin
- Sasha Marianna Salzmann (* 1985), deutsche Schriftstellerin
- George Sand (1804–1876), französische Schriftstellerin
- Stefanie Sargnagel (* 1986), österreichische Schriftstellerin, Journalistin und Satirikerin
- Nathalie Sarraute (1900–1999), französische Schriftstellerin mit russischen Wurzeln
- Oksana Sawtschenko (o. A.), ukrainische Dramatikerin und Drehbuchautorin
- Elsa von Schabelsky (1855–1917), russisch-deutsche Schriftstellerin und Schauspielerin
- Maria Schär-Salzgeber (1878–1972), österreichische Schriftstellerin
- Olga Scheinpflugová (1902–1968), tschechische Schauspielerin, Schriftstellerin und Dramatikerin
- Charlotte Schiller (1766–1826), Autorin und Gattin Friedrich Schillers
- Christiane Karoline Schlegel (1738–1833), deutsche Schriftstellerin
- Gesine Schmidt (* 1966), deutsche Autorin und Dramaturgin
- Josefine Schregenberger (1863–1922), österreichische Verfasserin überwiegend religiöser Schauspiele
- Brigitte Schwaiger (1949–2010), österreichische Schriftstellerin
- Sara Shaarawi (* 1989), ägyptische Dramatikerin
- Ntozake Shange (1948–2018), US-amerikanische Autorin, Schauspielerin und Regisseurin
- Mary Sidney (1561–1621), englische Schriftstellerin
- Pamela Mala Sinha (* 1990), kanadische Schauspielerin und Dramatikerin
- Amalie Skram (1846–1905), norwegisch-dänische Schriftstellerin und Frauenrechtlerin
- Božena Slančíková-Timrava (1867–1951), slowakische Schriftstellerin und Dramatikerin
- Sœur de La Chapelle (2. Hälfte des 17. Jahrhunderts), französische Nonne und Dramatikerin
- Zulu Sofola (1935–1995), nigerianische Dramatikerin
- Susan Sontag (1933–2004), US-amerikanische Schriftstellerin, Essayistin und Publizistin
- Githa Sowerby (1876–1970), englische Dramatikerin und Kinderbuchautorin
- Eintou Pearl Springer (* 1944), Dichterin, Dramatikerin und Aktivistin aus Trinidad und Tobago
- Biljana Srbljanović (* 1970), serbische Schriftstellerin und Dramaturgin
- Ljudmyla Staryzka-Tschernjachiwska (1868–1941), ukrainische Autorin, Übersetzerin und Kritikerin
- Gertrude Stein (1874–1946), US-amerikanische Schriftstellerin, Verlegerin und Kunstsammlerin
- Gerhild Steinbuch (* 1983), österreichische Schriftstellerin
- Ginka Steinwachs (* 1942), deutsche Schriftstellerin
- Shelagh Stephenson (* 1955), britische Dramatikerin
- Ena Lamont Stewart (1912–2006), schottische Dramatikerin
- Darja Stocker (* 1983), Schweizer Theaterautorin
- Dora von Stockert-Meynert (1870–1947), österreichische Schriftstellerin
- Alfonsina Storni (1892–1938), Dichterin und Schriftstellerin der argentinischen Avantgarde
- Marlene Streeruwitz (* 1950), österreichische Schriftstellerin
- Efua Theodora Sutherland (1924–1996), englischsprachige Schriftstellerin ghanaischer Herkunft
- Miroslava Svolikova (* 1986), österreichische Autorin, Dramatikerin und bildende Künstlerin
- Ulrike Syha (* 1976), deutsche Dramatikerin und Übersetzerin
- Magda Szabó (1917–2007), ungarische Schriftstellerin, Dichterin und Übersetzerin

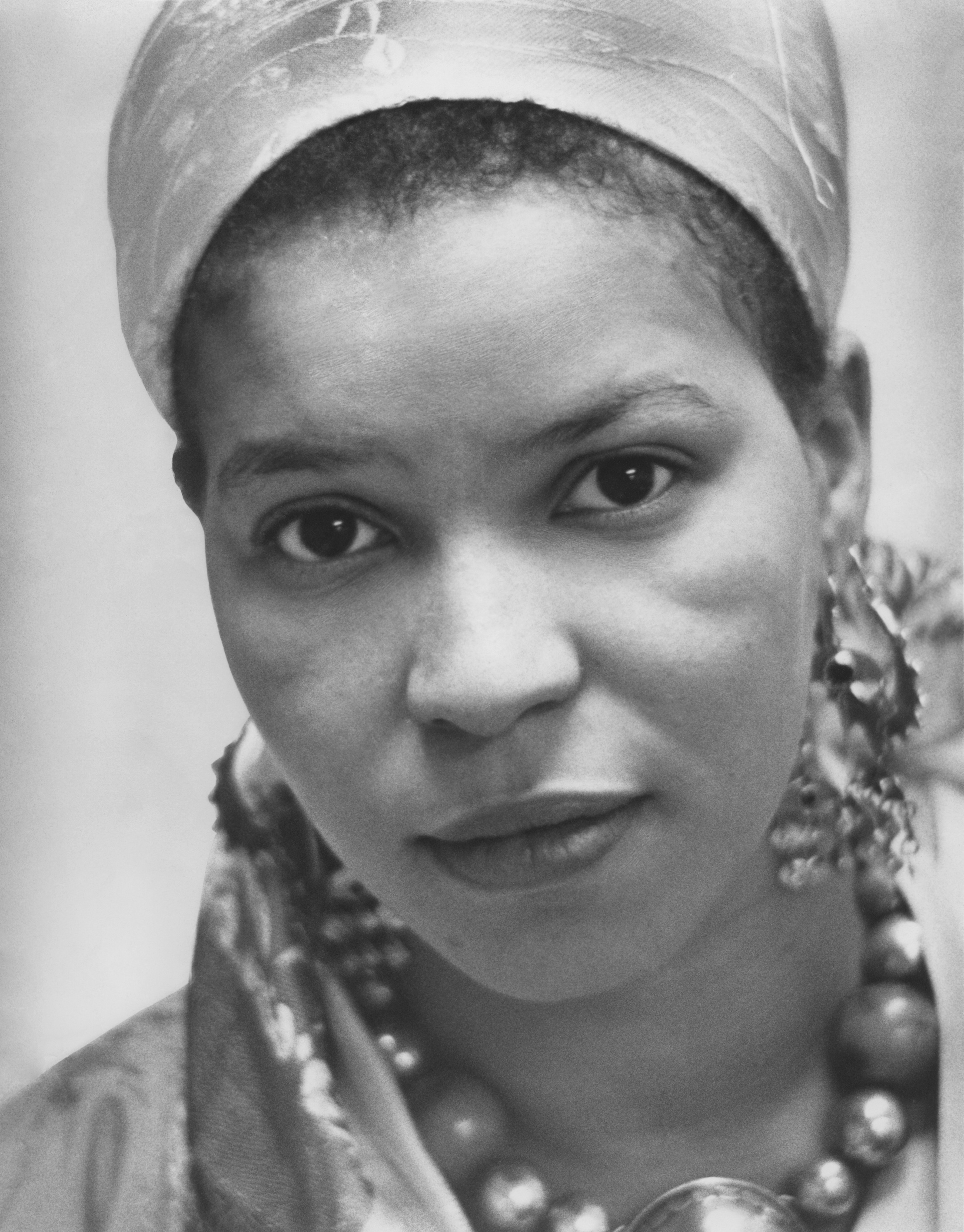
Ntozake Shange

### T
- Yōko Tawada (* 1960), japanische Schriftstellerin, die in Berlin lebt
- Paula Thielecke (* 1990), deutsche Regisseurin, Dramatikerin, Performancekünstlerin, Schauspielerin und Aktivistin
- Judith Thompson (* 1954), kanadische Dramatikerin
- Kristen Thomson (* 1966), kanadische Schauspielerin und Dramatikerin
- Shabnam Tolouei (* 1971), iranische, seit 2004 in Paris lebende Dramatikerin
- Susana Torres Molina (* 1946), argentinische Dramatikerin
- Sophie Treadwell (1885–1970), US-amerikanische Dramatikerin und Journalistin und Vertreterin des expressionistischen Theaters

### U
- Mfoniso Udofia (* 1984), nigerianisch-amerikanische Autorin
- Lessja Ukrajinka (1871–1913), ukrainische Dichterin, Dramaturgin und Übersetzerin
- Ljudmila Jewgenjewna Ulizkaja (* 1943), russische Schriftstellerin
- Tracie Chima Utoh (o.A.), nigerianische Dramatikerin

### V
- Terézia Vansová (1857–1942), slowakische Schriftstellerin
- Lot Vekemans (* 1965), niederländische Dramatikerin
- María Velasco (* 1984), spanische Dramatikerin
- Clara Viebig (1860–1952), deutsche Erzählerin, Dramatikerin und Feuilletonistin
- Maruxa Vilalta (1932–2014), in Katalonien geborene mexikanische Dramatikerin und Theaterregisseurin
- Paula Vogel (* 1951), US-amerikanische Schriftstellerin und Pulitzer-Preisträgerin

### W
- Elisabeth Wäger-Häusle (1942–2019), österreichische Autorin
- Ruth Waldstetter (1882–1952), Schweizer Schriftstellerin, eine der ganz wenigen Schweizer Autorinnen ihrer Zeit, deren Stücke an renommierten Bühnen aufgeführt wurden
- Theresia Walser (* 1967), deutsche Dramatikerin
- Mercy Otis Warren (1728–1814), US-amerikanische Schriftstellerin und Historikerin, gilt als erste amerikanische Dramatikerin
- Wendy Wasserstein (1950–2006), US-amerikanische Dramatikerin und Pulitzerpreisträgerin
- Eriko Watanabe (* 1955), japanische Schauspielerin, Theaterleiterin und Dramatikerin
- Maurine Dallas Watkins (1896–1969), US-amerikanische Reporterin, Dramatikerin und Drehbuchautorin
- Kata Wéber (* 1980), ungarische Drehbuch- und Bühnenautorin
- Marianne Sophie Weikard (1770–1823), deutsche Dramatikerin
- Ruth Weiss (1928–2020), österreichisch-amerikanische Dichterin, Autorin, Performancekünstlerin, Dramatikerin, Filmemacherin und Schauspielerin
- Lisa Wentz (* 1995), österreichische Dramatikerin
- Olivia Wenzel (* 1985), deutsche Schriftstellerin
- Lida Winiewicz (1928–2020), österreichische Schriftstellerin und Übersetzerin
- Christa Winsloe (1888–1944), deutsch-ungarische Schriftstellerin, Drehbuchautorin, Dramatikerin und Bildhauerin
- Jane Wiseman (1673–1717), britische Schauspielerin, Dichterin und Dramatikerin
- Lisa Witasek (* 1956), österreichische Schriftstellerin
- Bess Wohl (o.A.), US-amerikanische Dramatikerin, Drehbuchautorin und Schauspielerin
- Gabriele Wohmann (1932–2015), deutsche Schriftstellerin
- Natalija Woroschbyt (* 1975), ukrainische Dramatikerin und Drehbuchautorin
- Lady Mary Wroth (1587–1653), englische Schriftstellerin, ihr Stück Love's Victory gilt als erste überlieferte Komödie einer englischen Autorin[29]
- Sylvia Wynter (* 1928), jamaikanische Schriftstellerin

### Y
- Susan Yankowitz (* 1941), US-amerikanische Dramatikerin
- Liao Yimei (* 1970), chinesische Dramatikerin und Schriftstellerin, schrieb mit Rhinoceros in Love (Lianai de xiniu) das erfolgreichste Stücke des zeitgenössischen chinesischen Theaters[30]
- d'bi Young (* 1977), jamaikanisch-kanadische Feministin, Dub-Poetin und Aktivistin

### Z

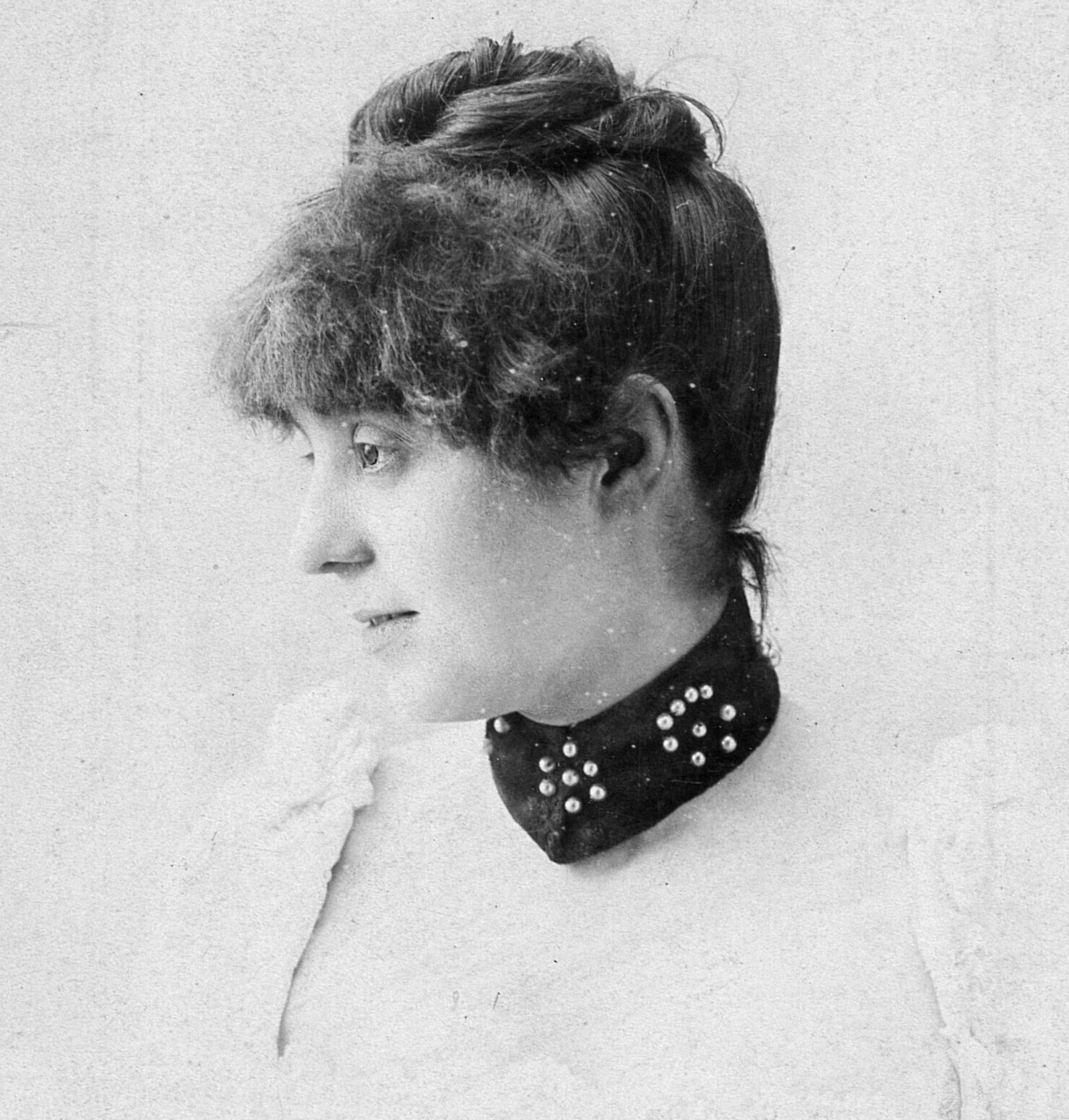
Gabriela Zapolska

- Gabriela Zapolska (1857–1921), polnische Schriftstellerin
- Maya Zbib (o.A.), libanesische Theaterregisseurin, Performerin und Autorin
- Ivna Žic (* 1986), kroatisch-schweizerische Schriftstellerin und Theaterregisseurin
- Anna Ziegler (* 1979), US-amerikanische Dramatikerin
- Marina Zwetajewa (1892–1941), russische Dichterin und Schriftstellerin

## Liste (chronologisch)

### Bis ins 17. Jahrhundert
- Hrotsvit (um 935–nach 973)
- Katherine of Sutton (1358–1376)
- Mary Sidney (1561–1621)
- Isabella Andreini (1562–1604)
- Feliciana Enriquez de Guzmán (1569–1644)
- Elizabeth Cary (1585/86–1639)
- Lady Mary Wroth (1587–1653)
- Ana Caro de Mallén (1590–1646)
- Ángela de Azevedo (um 1600–unbekannt)
- Margherita Costa (um 1600–nach 1657)
- Marcela de San Félix (1605–1688)
- Marthe Cosnard (getauft 1614–1659)
- Margaret Cavendish (1623–1673)
- Catharina Questiers (1631–1669)
- Antoinette Deshoulières (1638–1694)
- Frances Boothby (bl. 1669–1670)
- Aphra Behn (1640–1689)
- Juana Inés de la Cruz (1648–1695)
- Anna Rupertina Fuchs (1657–1722)
- Catherine Bernard (1662–1712)
- Mary Pix (1666–1709)
- Catherine Cockburn (1679–1749)
- Sœur de La Chapelle (2. Hälfte des 17. Jahrhunderts)

### 17. bis 18. Jahrhundert
- Anna Rupertina Fuchs (1657–1722)
- Catherine Bernard (1662–1712)
- Mary Pix (1666–1709)
- Susanna Centlivre (1669–1723)
- Jane Wiseman (1673–1717)
- Catherine Cockburn (1679–1749)
- Françoise de Graffigny (1695–1758)
- Friederike Caroline Neuber (1697–1760)
- Luise Gottsched (1713–1762)
- Frances Brooke (1724–1789)
- Mercy Otis Warren (1728–1814)
- Katharina II. (1729–1796)
- Christiane Karoline Schlegel (1738–1833)
- Hannah Cowley (1743–1809)
- Olympe de Gouges (1748–1793)
- Sophia Lee (1750–1824)
- Joanna Baillie (1762–1851)

### 18. bis 19. Jahrhundert
- Mercy Otis Warren (1728–1814)
- Christiane Karoline Schlegel (1738–1833)
- Hannah More (1745–1833)
- Félicité de Genlis (1746–1830)
- Joanna Baillie (1762–1851)
- Charlotte Schiller (1766–1826)
- Caroline Pichler (1769–1843)
- Marianne Sophie Weikard (1770–1823)
- Amalie von Sachsen [Pseud. Amalie Heiter] (1794–1870)
- Evanthia Kairi (1799–1866)
- Charlotte Birch-Pfeiffer (1800–1868)
- Delphine Gay (1804–1855)
- George Sand (1804–1876)
- Gertrudis Gómez de Avellaneda (1814–1873)
- Gisela von Arnim (1827–1889)
- Marie von Ebner-Eschenbach (1830–1916)
- Hedwig Dohm (1831–1919)
- Elise Henle (1832–1892)
- Eduarda Mansilla (1834–1892)
- Wilhelmine von Hillern (1836–1916)
- Ada Christen (1839–1901)
- Emma Laddey (1841–1892)
- Lydia Koidula (1843–1886)
- Minna Canth (1844–1897)
- Marie von Najmájer (1844–1904)
- Amalie Skram (1846–1905)
- Anna Alexejewna Brenko (1848–1934)
- Anne Charlotte Leffler (1849–1892)
- Ilse Frapan (1849–1908)
- Isabella Augusta Gregory (1852–1932)
- Marya Chéliga-Loevy (1854–1927)
- Elsa von Schabelsky (1855–1917)
- Emilie Mataja [Pseud. Emil Marriot] (1855–1938)
- Aimée Daniell Beringer [Pseud. Mrs. Oscar Beringer] (1856–1936)
- Antonie Baumberg (1857–1902)
- Gabriela Zapolska (1857–1921)
- Terézia Vansová (1857–1942)
- Pauline Elizabeth Hopkins (1859–1903)
- Jeanne Lapauze (1860–1921)
- Anna Brigadere (1861–1933)
- Gertrude Minnie Robins (1861–1939)
- Juliane Déry (1864–1899)
- Marie Eugenie Delle Grazie (1864–1931)
- Isabella Arkadjewna Grinewskaja (1864–1944)
- Clara Lipman (1864–1952)
- Aspazija (1865–1943)
- Martha Morton (1865–1925)
- Elsa Bernstein [Pseud. Ernst Rosmer] (1866–1949)
- Pearl Mary Teresa Craigie [Pseud. John Oliver Hobbes] (1867–1906)
- Annie Neumann-Hofer (1867–1944)
- Dagny Juel (1867–1901)
- Sinaida Hippius (1869–1945)
- Cicely Hamilton (1872–1952)
- Zona Gale (1874–1938)

### 20. Jahrhundert
- Ilse Frapan (1849–1908)
- Marya Chéliga-Loevy (1854–1927)
- Emilie Mataja [Pseud. Emil Marriot] (1855–1938)
- Aimée Daniell Beringer [Pseud. Mrs. Oscar Beringer] (1856–1936)
- Gabriela Zapolska (1857–1921)
- Terézia Vansová (1857–1942)
- Pauline Elizabeth Hopkins (1859–1903)
- Jeanne Lapauze (1860–1921)
- Anna Croissant-Rust (1860–1943)
- Clara Viebig (1860–1952)
- Elizabeth Robins (1862–1952)
- Josefine Schregenberger (1863–1922)
- Clara Lipman (1864–1952)
- Martha Morton (1865–1925)
- Elsa Bernstein [Pseud. Ernst Rosmer] (1866–1949)
- Margarethe Langkammer [Pseud. Richard Nordmann] (1866–1922)
- Božena Slančíková-Timrava (1867–1951)
- Annie Neumann-Hofer (1867–1944)
- Ljudmyla Staryzka-Tschernjachiwska (1868–1941)
- Else Lasker-Schüler (1869–1945)
- Dora von Stockert-Meynert (1870–1947)
- Eloise Bibb Thompson (1878–1928)
- Lessja Ukrajinka (1871–1913)
- Nadeschda Alexandrowna Lochwizkaja (1872–1952)
- Zona Gale (1874–1938)
- Gertrude Stein (1874–1946)
- Marie Lenéru (1875–1918)
- Elizabeth Baker (1876–1962)
- Githa Sowerby (1876–1970)
- Susan Glaspell (1876/82–1948)
- Georgia Douglas Johnson (1877/86–1966)
- Zofka Kveder (1878–1926)
- Rachel Crothers (1878–1958)
- Hasegawa Shigure (1879–1941)
- Lu Märten (1879–1970)
- Angelina Weld Grimké (1880–1958)
- Marie Madeleine (1881–1944)
- Mary P. Burrill (1881–1946)
- Ruth Waldstetter (1882–1952)
- Okada Yachiyo (1883–1962)
- Aleksandra Brusztein (1884–1968)
- Sophie Treadwell (1885–1970)
- Edna Ferber (1885–1968)
- Zoë Akins (1886–1958)
- Christa Winsloe (1888–1944)
- Millicent Armstrong (1888–1973)
- Elisabeth Baumgartner (1889–1957)
- Enid Bagnold (1889–1981)
- Agatha Christie (1890–1976)
- Zora Neale Hurston (1891–1960)
- Anne Nichols (1891–1966)
- Nelly Sachs (1891–1970)
- Marina Zwetajewa (1892–1941)
- Alfonsina Storni (1892–1938)
- Djuna Barnes (1892–1982)
- Gina Kaus  (1893–1985)
- Dorothy Parker (1893–1967)
- Maria Lazar (1895–1948)
- Urani Rumbo (1895–1936)
- Beatrice Kaufman (1895–1945)
- Maurine Dallas Watkins (1896–1969)
- Shirley Graham Du Bois (1896–1977)
- Veza Canetti (1897–1963)
- Concha Méndez (1898–1986)
- Marita Bonner (1899–1971)
- Ilse Langner (1899–1987)
- Nathalie Sarraute (1900–1999)
- Stanisława Przybyszewska (1901–1935)
- Marieluise Fleißer (1901–1974)
- Olga Scheinpflugová (1902–1968)
- Anna Gmeyner (1902–1991)
- Dymphna Cusack (1902–1981)
- Natalie Beer (1903–1987)
- Una Marson (1905–1965)
- Ayn Rand (1905–1982)
- Lillian Hellman (1905–1984)
- Erika Mitterer (1906–2001)
- Mary Chase (1907–1981)
- Daphne du Maurier (1907–1989)
- Elsie Attenhofer (1909–1999)
- Olga Fjodorowna Bergholz (1910–1975)
- Dora Alonso (1910–2001)
- Leah Goldberg (1911–1970)
- Ena Lamont Stewart (1912–2006)
- Marguerite Duras (1914–1996)
- Mona Brand (1915–2007)
- María Luisa Algarra (1916–1957)
- Natalia Ginzburg (1916–1991)
- Elena Garro (1916–1998)
- Magda Szabó (1917–2007)
- Leonora Carrington (1917–2011)
- Maria Aurèlia Capmany (1918–1991)
- Isidora Aguirre (1919–2011)
- Alice Childress (1920–1994)
- Anna Langfus (1920–1966)
- Oriel Gray (1920–2003)
- Tamara Petkewitsch (1920–2017)
- Eeva-Liisa Manner (1921–1995)
- Elena Lacková (1921–2003)
- Ingeborg Drewitz (1923–1986)
- Efua Theodora Sutherland (1924–1996)
- Mária Földes (1925–1976)
- Loleh Bellon (1925–1999)
- Pam Gems (1925–2011)
- Gerlind Reinshagen (1926–2019)
- E. M. Broner (1927–2011)
- Ann Jellicoe (1927–2017)
- Loula Anagnostaki (1928–2017)
- Ruth Weiss (1928–2020)
- Lida Winiewicz (1928–2020)
- Griselda Gambaro (* 1928)
- Sylvia Wynter (* 1928)
- Adalet Ağaoğlu (1929–2020)
- Franca Rame (1929–2013)
- Lorraine Hansberry (1930–1965)
- María Irene Fornés (1930–2018)
- J. California Cooper (1931–2014)
- Adrienne Kennedy (* 1931)
- Simone Benmussa (1932–2001)
- Maruxa Vilalta (1932–2014)
- Gabriele Wohmann (1932–2015)
- Brigitte Meng (1932–1998)
- Beatrice Ferolli (* 1932)
- Susan Sontag (1933–2004)
- Judith Herzberg (* 1934)
- Muzi Epifani (1935–1984)
- Zulu Sofola (1935–1995)
- Ágota Kristóf (1935–2011)
- Maja Beutler (1936–2021)
- Assia Djebar (1936–2015)
- Sharon Pollock (* 1936)
- Barbara Lebow (* 1936)
- Dacia Maraini (* 1936)
- Hélène Cixous (* 1937)
- Maryse Condé (* 1937)
- Lois Roisman (1938–2008)
- Caryl Churchill (* 1938)
- Thea Doelwijt (* 1938)
- Joyce Carol Oates (* 1938)
- Ljudmila Petruschewskaja (* 1938)
- Shelagh Delaney (1938–2011)
- Susan Yankowitz (* 1941)
- Christina Kövesi (1941–1983)
- Ama Ata Aidoo (1942–2023)
- Elisabeth Wäger-Häusle (1942–2019)
- Gerlinde Obermeir (1942–1984)
- Ginka Steinwachs (* 1942)
- Ljudmila Jewgenjewna Ulizkaja (* 1943)
- Buchi Emecheta (1944–2017)
- Merle Karusoo (* 1944)
- Eintou Pearl Springer (* 1944)
- Ninne Olsson (* 1945)
- Elfriede Jelinek (* 1946)
- Kishida Rio (1946–2003)
- Consuelo de Castro (1946–2016)
- Ljudmila Rasumowskaja (* 1946)
- Emine Sevgi Özdamar (* 1946)
- Susana Torres Molina (* 1946)
- Mariella Mehr (1947–2022)
- Julie Okoh (* 1947)
- Marsha Norman (* 1947)
- Gertrud Leutenegger (1948–2025)
- Daniela Fischerová (* 1948)
- Friederike Roth (* 1948)
- Ntozake Shange (1948–2018)
- Brigitte Schwaiger (1949–2010)
- Stella Oyedepo (1949–2019)
- Wendy Wasserstein (1950–2006)
- Marlene Streeruwitz (* 1950)
- Edna Mazya (* 1950)
- Anne Carson (* 1950)
- Nina Mikhailovna Sadur (* 1950)
- Catherine Acholonu (1951–2014)
- Paula Vogel (* 1951)
- Gundi Ellert (* 1951)
- Cecilie Løveid (* 1951)
- Beth Henley (* 1952)
- Jalila Baccar (* 1952)
- Reza de Wet (1952–2012)
- Biljana Jovanović (1953–1996)
- Linda Griffiths (1953–2014)
- Milica Novković (* 1953)
- Carmen Boullosa (* 1954)
- Éva Pataki (* 1954)
- Judith Thompson (* 1954)
- Luísa Costa Gomes (* 1954)
- Eriko Watanabe (* 1955)
- Osonye Tess Onwueme (* 1955)
- Shelagh Stephenson (* 1955)
- Beatriz Catani (* 1955)
- Lidia Amejko (* 1955)
- Ines Eck (* 1956)
- Elfriede Müller (* 1956)
- Sarah Daniels (* 1956)
- Lisa Witasek (* 1956)
- Carmen Firan (* 1958)
- Tsitsi Dangarembga (* 1959)
- Yasmina Reza (* 1959)
- Christine Angot (* 1959)
- Charlotte Keatley (* 1960)
- Yōko Tawada (* 1960)
- Winsome Pinnock (* 1961)
- Bettina Fless (1961–2007)
- Nell Leyshon (* 1962)
- Sibylle Berg (* 1962)
- Suzan-Lori Parks (* 1963)
- Lynn Nottage (* 1964)
- Dea Loher (* 1964)
- Alina Mungiu-Pippidi (* 1964)
- Ingrid Lausund (* 1965)
- Sabine Harbeke (* 1965)
- Lot Vekemans (* 1965)
- Kristen Thomson (* 1966)
- Lina Majdalanie (* 1966)
- Emmanuelle Bayamack-Tam (* 1966)
- Rike Reiniger (* 1966)
- Gesine Schmidt (* 1966)
- Theresia Walser (* 1967)
- Deirdre Kinahan (* 1968)
- Sofia Fredén (* 1968)
- Gesine Danckwart (* 1969)
- Dace Rukšāne (* 1969)
- Biljana Srbljanović (* 1970)
- Liao Yimei (* 1970)
- Ingeborg von Zadow (* 1970)
- Heather Raffo (* 1970er-Jahre)
- Kathrin Röggla (* 1971)
- Shabnam Tolouei (* 1971)
- Maya Arad Yasur (* 1971)
- Sarah Kane (1971–1999)
- Simone Kucher (* 1973)
- Naghmeh Samini (* 1973)
- Ekaterina Sadur (* 1973)
- Milena Marković (* 1974)
- Sarah Ruhl (* 1974)
- Young Jean Lee (* 1974)
- Rebekka Kricheldorf (* 1974)
- Ivana Sajko (* 1975)
- Iryna Harez (* 1975)
- Natalija Woroschbyt (* 1975)
- Anja Hilling (* 1975)
- Ulrike Syha (* 1976)
- Meike Hauck (* 1977)
- Quiara Alegría Hudes (* 1977)
- Nadia Davids (* 1977)
- d'bi Young (* 1977)
- Judith Adong (* 1977)
- Agnieska Hernández Díaz (* 1977)
- Dawn King (* 1978)
- Anne Lepper (* 1978)
- Anna Neata (* 1978)
- Sivan Ben Yishai (* 1978)
- Nicoleta Esinencu (* 1978)
- Martina Clavadetscher (* 1979)
- Antoinette Rychner (* 1979)
- Anna Ziegler (* 1979)
- Mahin Sadri (* 1979)
- Kata Wéber (* 1980)
- Natalia Blok (* 1980)
- Itzel Lara (* 1980)
- Anna Bro (* 1980)
- Manuela Infante (* 1980)
- Maja Pelević (* 1981)
- Laura de Weck (* 1981)
- Aleshea Harris (* 1981)
- Anusree Roy (* 1982)
- Nora Abdel-Maksoud (* 1983)
- Gerhild Steinbuch (* 1983)
- Darja Stocker (* 1983)
- Trey Anthony (* 1983)
- Nino Haratischwili (* 1983)
- Dorota Masłowska (* 1983)
- Kateryna Penkowa (* 1983)
- Lola Blasco (* 1983)
- Lucy Kirkwood (* 1984)
- María Velasco (* 1984)
- Mfoniso Udofia (* 1984)
- Sasha Marianna Salzmann (* 1985)
- Christina Morales (* 1985)
- Lydia Haider (* 1985)
- Caren Jeß (* 1985)
- Olivia Wenzel (* 1985)
- Halley Feiffer (* 1985)
- Ewelina Benbenek (* 1985)
- Lyubov Mulmenko (* 1985)
- Alice Birch (* 1986)
- Olena Aptschel (* 1986)
- Miroslava Svolikova (* 1986)
- Julia Haenni (* 1988)
- Olga Mazjupa (* 1988)
- Marie Alvarez (* 1988)
- Sara Shaarawi (* 1989)
- Birutė Kapustinskaitė (* 1989)
- Ruth Rubio (* 1989)
- Pamela Mala Sinha (* 1990)
- Paula Thielecke (* 1990)
- Julia Gonchar (* 1990)
- Olga Bach (* 1990)
- Katja Brunner (* 1991)
- Martha Luisa Hernández Cadenas (* 1991)
- Anastasija Kosodij (* 1991)
- Svenja Viola Bungarten (* 1992)
- Enis Maci (* 1993)
- Lisa Wentz (* 1995)
- Jasmine Lee-Jones (* 1998)

## Liste (geographisch)
Für die jeweiligen Länder chronologisch geordnet.

### Ägypten
- Ahlam (o.A.)
- Sara Shaarawi (* 1989)

### Albanien
- Urani Rumbo (1895–1936)

### Algerien
- Assia Djebar (1936–2015)

### Argentinien
- Eduarda Mansilla (1834–1892)
- Alfonsina Storni (1892–1938)
- Griselda Gambaro (* 1928)
- Susana Torres Molina (* 1946)
- Beatriz Catani (* 1955)
- Marie Alvarez (* 1988)

### Australien
- Millicent Armstrong (1888–1973)
- Dymphna Cusack (1902–1981)
- Mona Brand (1915–2007)
- Oriel Gray (1920–2003)

### Brasilien
- Consuelo de Castro (1946–2016)

### Chile
- Isidora Aguirre (1919–2011)
- Manuela Infante (* 1980)

### China
- Liao Yimei (* 1970)

### Dänemark
- Amalie Skram (1846–1905)
- Anna Bro (* 1980)

### Deutschland
- Hrotsvit (um 935–nach 973)
- Anna Rupertina Fuchs (1657–1722)
- Friederike Caroline Neuber (1697–1760)
- Luise Gottsched (1713–1762)
- Christiane Karoline Schlegel (1738–1833)
- Charlotte Schiller (1766–1826)
- Marianne Sophie Weikard (1770–1823)
- Amalie von Sachsen [Pseud. Amalie Heiter] (1794–1870)
- Charlotte Birch-Pfeiffer (1800–1868)
- Gisela von Arnim (1827–1889)
- Hedwig Dohm (1831–1919)
- Elise Henle (1832–1892)
- Wilhelmine von Hillern (1836–1916)
- Emma Laddey (1841–1892)
- Ilse Frapan (1849–1908)
- Elsa von Schabelsky (1855–1917)
- Anna Croissant-Rust (1860–1943)
- Clara Viebig (1860–1952)
- Juliane Déry (1864–1899)
- Elsa Bernstein [Pseud. Ernst Rosmer] (1866–1949)
- Margarethe Langkammer (1866–1922)
- Annie Neumann-Hofer (1867–1944)
- Else Lasker-Schüler (1869–1945)
- Lu Märten (1879–1970)
- Marie Madeleine (1881–1944)
- Christa Winsloe (1888–1944)
- Nelly Sachs (1891–1970)
- Ilse Langner (1899–1987)
- Marieluise Fleißer (1901–1974)
- Ingeborg Drewitz (1923–1986)
- Gerlind Reinshagen (1926–2019)
- Gabriele Wohmann (1932–2015)
- Ginka Steinwachs (* 1942)
- Emine Sevgi Özdamar (* 1946)
- Friederike Roth (* 1948)
- Gundi Ellert (* 1951)
- Elfriede Müller (* 1956)
- Lisa Witasek (* 1956)
- Ines Eck (* 1956)
- Yōko Tawada (* 1960)
- Bettina Fless (1961–2007)
- Sibylle Berg (* 1962)
- Dea Loher (* 1964)
- Ingrid Lausund (* 1965)
- Gesine Schmidt (* 1966)
- Rike Reiniger (* 1966)
- Theresia Walser (* 1967)
- Gesine Danckwart (* 1969)
- Ingeborg von Zadow (* 1970)
- Simone Kucher (* 1973)
- Rebekka Kricheldorf (* 1974)
- Anja Hilling (* 1975)
- Ulrike Syha (* 1976)
- Meike Hauck (* 1977)
- Sivan Ben Yishai (* 1978)
- Anne Lepper (* 1978)
- Nino Haratischwili (* 1983)
- Nora Abdel-Maksoud (* 1983)
- Sasha Marianna Salzmann (* 1985)
- Olivia Wenzel (* 1985)
- Ewelina Benbenek (* 1985)
- Caren Jeß (* 1985)
- Olga Bach (* 1990)
- Paula Thielecke (* 1990)
- Svenja Viola Bungarten (* 1992)
- Enis Maci (* 1993)

### Estland
- Lydia Koidula (1843–1886)
- Merle Karusoo (* 1944)

### Finnland
- Minna Canth (1844–1897)
- Eeva-Liisa Manner (1921–1995)

### Frankreich
- Marthe Cosnard (getauft 1614–1659)
- Antoinette Deshoulières (1638–1694)
- Sœur de La Chapelle (2. Hälfte des 17. Jahrhunderts)
- Catherine Bernard (1662–1712)
- Françoise de Graffigny (1695–1758)
- Félicité de Genlis (1746–1830)
- Olympe de Gouges (1748–1793)
- George Sand (1804–1876)
- Delphine Gay (1804–1855)
- Marya Chéliga-Loevy (1854–1927)
- Jeanne Lapauze (1860–1921)
- Marie Lenéru (1875–1918)
- Nathalie Sarraute (1900–1999)
- Marguerite Duras (1914–1996)
- Anna Langfus (1920–1966)
- Loleh Bellon (1925–1999)
- Simone Benmussa (1932–2001)
- Hélène Cixous (* 1937)
- Maryse Condé (* 1937)
- Yasmina Reza (* 1959)
- Christine Angot (* 1959)
- Emmanuelle Bayamack-Tam (* 1966)

### Ghana
- Efua Theodora Sutherland (1924–1996)
- Ama Ata Aidoo (1942–2023)

### Griechenland
- Evanthia Kairi (1799–1866)
- Loula Anagnostaki (1928–2017)

### Großbritannien
- Katherine of Sutton (1358–1376)
- Mary Sidney (1561–1621)
- Elizabeth Cary (1585/86–1639)
- Lady Mary Wroth (1587–1653)
- Frances Boothby (bl. 1669–1670)
- Aphra Behn (1640–1689)
- Mary Pix (1666–1709)
- Catherine Cockburn (1679–1749)
- Susanna Centlivre (1669–1723)
- Frances Brooke (1724–1789)
- Hannah Cowley (1743–1809)
- Hannah More (1745–1833)
- Sophia Lee (1750–1824)
- Joanna Baillie (1762–1851)
- Aimée Daniell Beringer [Pseud. Mrs. Oscar Beringer] (1856–1936)
- Gertrude Minnie Robins (1861–1939)
- Pearl Mary Teresa Craigie [Pseud. John Oliver Hobbes] (1867–1906)
- Cicely Hamilton (1872–1952)
- Elizabeth Baker (1876–1962)
- Githa Sowerby (1876–1970)
- Enid Bagnold (1889–1981)
- Agatha Christie (1890–1976)
- Daphne du Maurier (1907–1989)
- Ena Lamont Stewart (1912–2006)
- Leonora Carrington (1917–2011)
- Pam Gems (1925–2011)
- Ann Jellicoe (1927–2017)
- Caryl Churchill (* 1938)
- Shelagh Delaney (1938–2011)
- Shelagh Stephenson (* 1955)
- Sarah Daniels (* 1956)
- Charlotte Keatley (* 1960)
- Winsome Pinnock (* 1961)
- Nell Leyshon (* 1962)
- Sarah Kane (1971–1999)
- Dawn King (* 1978)
- Lucy Kirkwood (* 1984)
- Alice Birch (* 1986)
- Jasmine Lee-Jones (* 1998)

### Indien
- Anupama Chandrasekhar (o.A.)

### Iran
- Shabnam Tolouei (* 1971)
- Naghmeh Samini (* 1973)
- Mahin Sadri (* 1979)

### Irland
- Isabella Augusta Gregory (1852–1932)
- Deirdre Kinahan (* 1968)

### Israel
- Leah Goldberg (1911–1970)
- Edna Mazya (* 1950)
- Maya Arad Yasur (* 1971)

### Italien
- Isabella Andreini (1562–1604)
- Margherita Costa (um 1600–nach 1657)
- Natalia Ginzburg (1916–1991)
- Franca Rame (1929–2013)
- Muzi Epifani (1935–1984)
- Dacia Maraini (* 1936)

### Jamaika
- Una Marson (1905–1965)
- Sylvia Wynter (* 1928)

### Japan
- Okada Yachiyo (1883–1962)
- Hasegawa Shigure (1879–1941)
- Kishida Rio (1946–2003)
- Eriko Watanabe (* 1955)
- Yōko Tawada (* 1960)

### Kanada
- Frances Brooke (1724–1789)
- Sharon Pollock (* 1936)
- Anne Carson (* 1950)
- Linda Griffiths (1953–2014)
- Judith Thompson (* 1954)
- Kristen Thomson (* 1966)
- d'bi Young (* 1977)
- Anusree Roy (* 1982)
- Trey Anthony (* 1983)
- Pamela Mala Sinha (* 1990)

### Kenia
- JC Niala (o.A.)

### Kroatien
- Ivana Sajko (* 1975)
- Ivna Žic (* 1986)

### Kuba
- Gertrudis Gómez de Avellaneda (1814–1873)
- Dora Alonso (1910–2001)
- Agnieska Hernández Díaz (* 1977)
- Martha Luisa Hernández Cadenas (* 1991)

### Lettland
- Anna Brigadere (1861–1933)
- Aspazija (1865–1943)
- Dace Rukšāne (* 1969)

### Libanon
- Lina Majdalanie (* 1966)

- Chrystèle Khodr (o.A.)
- Maya Zbib (o.A.)

### Litauen
- Birutė Kapustinskaitė (* 1989)

### Mexiko
- Juana Inés de la Cruz (1648–1695)
- María Luisa Algarra (1916–1957)
- Elena Garro (1916–1998)
- Leonora Carrington (1917–2011)
- Maruxa Vilalta (1932–2014)
- Carmen Boullosa (* 1954)
- Itzel Lara (* 1980)

### Niederlande
- Catharina Questiers (1631–1669)
- Judith Herzberg (* 1934)
- Thea Doelwijt (* 1938)
- Lot Vekemans (* 1965)

### Nigeria
- Zulu Sofola (1935–1995)
- Buchi Emecheta (1944–2017)
- Julie Okoh (* 1947)
- Stella Oyedepo (1949–2019)
- Catherine Acholonu (1951–2014)
- Osonye Tess Onwueme (* 1955)
- Tracie Chima Utoh (o.A.)

### Norwegen
- Amalie Skram (1846–1905)
- Dagny Juel (1867–1901)
- Cecilie Løveid (* 1951)

### Österreich
- Caroline Pichler (1769–1843)
- Marie von Ebner-Eschenbach (1830–1916)
- Ada Christen (1839–1901)
- Marie von Najmájer (1844–1904)
- Emilie Mataja [Pseud. Emil Marriot] (1855–1938)
- Antonie Baumberg (1857–1902)
- Josefine Schregenberger (1863–1922)
- Marie Eugenie Delle Grazie (1864–1931)
- Margarethe Langkammer [Pseud. Richard Nordmann] (1866–1922)
- Elsa Bernstein [Pseud. Ernst Rosmer] (1866–1949)
- Dora von Stockert-Meynert (1870–1947)
- Gina Kaus  (1893–1985)
- Maria Lazar (1895–1948)
- Veza Canetti (1897–1963)
- Anna Gmeyner (1902–1991)
- Natalie Beer (1903–1987)
- Erika Mitterer (1906–2001)
- Ruth Weiss (1928–2020)
- Lida Winiewicz (1928–2020)
- Beatrice Ferolli (* 1932)
- Christina Kövesi (1941–1983)
- Gerlinde Obermeir (1942–1984)
- Elisabeth Wäger-Häusle (1942–2019)
- Elfriede Jelinek (* 1946)
- Brigitte Schwaiger (1949–2010)
- Marlene Streeruwitz (* 1950)
- Kathrin Röggla (* 1971)
- Anna Neata (* 1978)
- Gerhild Steinbuch (* 1983)
- Lydia Haider (* 1985)
- Miroslava Svolikova (* 1986)
- Stefanie Sargnagel (* 1986)
- Lisa Wentz (* 1995)

### Polen
- Marya Chéliga-Loevy (1854–1927)
- Gabriela Zapolska (1857–1921)
- Stanisława Przybyszewska (1901–1935)
- Lidia Amejko (* 1955)
- Dorota Masłowska (* 1983)

### Portugal
- Ángela de Azevedo (um 1600–unbekannt)
- Luísa Costa Gomes (* 1954)

### Republik Moldau
- Nicoleta Esinencu (* 1978)

### Rumänien
- Mária Földes (1925–1976)
- Carmen Firan (* 1958)
- Alina Mungiu-Pippidi (* 1964)

### Russland
- Katharina II. (1729–1796)
- Anna Alexejewna Brenko (1848–1934)
- Isabella Arkadjewna Grinewskaja (1864–1944)
- Sinaida Hippius (1869–1945)
- Nadeschda Alexandrowna Lochwizkaja (1872–1952)
- Aleksandra Brusztein (1884–1968)
- Marina Zwetajewa (1892–1941)
- Olga Fjodorowna Bergholz (1910–1975)
- Tamara Petkewitsch (1920–2017)
- Ljudmila Petruschewskaja (* 1938)
- Ljudmila Jewgenjewna Ulizkaja (* 1943)
- Ljudmila Rasumowskaja (* 1946)
- Nina Mikhailovna Sadur (* 1950)
- Ekaterina Sadur (* 1973)
- Lyubov Mulmenko (* 1985)

### Schweden
- Anne Charlotte Leffler (1849–1892)
- Ninne Olsson (* 1945)
- Sofia Fredén (* 1968)

### Schweiz
- Ruth Waldstetter (1882–1952)
- Elisabeth Baumgartner (1889–1957)
- Elsie Attenhofer (1909–1999)
- Brigitte Meng (1932–1998)
- Ágota Kristóf (1935–2011)
- Maja Beutler (1936–2021)
- Mariella Mehr (1947–2022)
- Gertrud Leutenegger (1948–2025)
- Sabine Harbeke (* 1965)
- Martina Clavadetscher (* 1979)
- Antoinette Rychner (* 1979)
- Laura de Weck (* 1981)
- Darja Stocker (* 1983)
- Ivna Žic (* 1986)
- Julia Haenni (* 1988)
- Katja Brunner (* 1991)

### Serbien
- Biljana Jovanović (1953–1996)
- Milica Novković (* 1953)
- Biljana Srbljanović (* 1970)
- Milena Marković (* 1974)
- Maja Pelević (* 1981)

### Simbabwe
- Tsitsi Dangarembga (* 1959)

### Slowakei
- Terézia Vansová (1857–1942)
- Božena Slančíková-Timrava (1867–1951)
- Elena Lacková (1921–2003)

### Slowenien
- Zofka Kveder (1878–1926)

### Spanien
- Feliciana Enriquez de Guzmán (1569–1644)
- Ana Caro de Mallén (1590–1646)
- Gertrudis Gómez de Avellaneda (1814–1873)
- Concha Méndez (1898–1986)
- Marcela de San Félix (1605–1688),
- María Luisa Algarra (1916–1957)
- Maria Aurèlia Capmany (1918–1991)
- Lola Blasco (* 1983)
- María Velasco (* 1984)
- Christina Morales (* 1985)
- Ruth Rubio (* 1989)

### Südafrika
- Reza de Wet (1952–2012)
- Nadia Davids (* 1977)

### Suriname
- Thea Doelwijt (* 1938)

### Trinidad und Tobago
- Eintou Pearl Springer (* 1944)

### Tschechien
- Olga Scheinpflugová (1902–1968)
- Daniela Fischerová (* 1948)

### Tunesien
- Jalila Baccar (* 1952)

### Türkei
- Adalet Ağaoğlu (1929–2020)
- Emine Sevgi Özdamar (* 1946)

### Uganda
- Judith Adong (* 1977)

### Ungarn
- Magda Szabó (1917–2007)
- Mária Földes (1925–1976)
- Éva Pataki (* 1954)
- Kata Wéber (* 1980)

### Ukraine
- Ljudmyla Staryzka-Tschernjachiwska (1868–1941)
- Lessja Ukrajinka (1871–1913)
- Natalija Woroschbyt (* 1975)
- Iryna Harez (* 1975)
- Natalia Blok (* 1980)
- Kateryna Penkowa (* 1983)
- Olena Aptschel (* 1986)
- Olga Mazjupa (* 1988)
- Julia Gonchar (* 1990)
- Anastasija Kosodij (* 1991)

- Oksana Sawtschenko (o.A.)
- Saša Denisova (o.A.)

### USA
- Mercy Otis Warren (1728–1814)
- Pauline Elizabeth Hopkins (1859–1903)
- Elizabeth Robins (1862–1952)
- Clara Lipman (1864–1952)
- Martha Morton (1865–1925)
- Zona Gale (1874–1938)
- Gertrude Stein (1874–1946)
- Susan Glaspell (1876/82–1948)
- Georgia Douglas Johnson (1877/86–1966)
- Eloise Bibb Thompson (1878–1928)
- Rachel Crothers (1878–1958)
- Angelina Weld Grimké (1880–1958)
- Mary P. Burrill (1881–1946)
- Sophie Treadwell (1885–1970)
- Edna Ferber (1885–1968)
- Zoë Akins (1886–1958)
- Shirley Graham Du Bois (1896–1977)
- Zora Neale Hurston (1891–1960)
- Anne Nichols (1891–1966)
- Djuna Barnes (1892–1982)
- Dorothy Parker (1893–1967)
- Beatrice Kaufman (1895–1945)
- Maurine Dallas Watkins (1896–1969)
- Marita Bonner (1899–1971)
- Lillian Hellman (1905–1984)
- Mary Chase (1907–1981)
- Ayn Rand (1905–1982)
- Alice Childress (1920–1994)
- E. M. Broner (1927–2011)
- Ruth Weiss (1928–2020)
- Lorraine Hansberry (1930–1965)
- María Irene Fornés (1930–2018)
- J. California Cooper (1931–2014)
- Adrienne Kennedy (* 1931)
- Barbara Lebow (* 1936)
- Lois Roisman (1938–2008)
- Marsha Norman (* 1947)
- Young Jean Lee (* 1974)
- Susan Sontag (1933–2004)
- Joyce Carol Oates (* 1938)
- Susan Yankowitz (* 1941)
- Ntozake Shange (1948–2018)
- Wendy Wasserstein (1950–2006)
- Paula Vogel (* 1951)
- Beth Henley (* 1952)
- Suzan-Lori Parks (* 1963)
- Lynn Nottage (* 1964)
- Heather Raffo (* 1970er-Jahre)
- Sarah Ruhl (* 1974)
- Quiara Alegría Hudes (* 1977)
- Anna Ziegler (* 1979)
- Aleshea Harris (* 1981)
- Mfoniso Udofia (* 1984)
- Halley Feiffer (* 1985)
- Clare Barron (o.A.)
- Lindsey Ferrentino (o.A.)
- Bess Wohl (o.A.)

## Weiterführende Literatur

### Deutschsprachiger Raum
- Amalie von Ende: Neunhundert Jahre Frauendrama. In: Bühne und Welt (I.2/1899), S. 1105–1111
- Else Hoppe: Die Frau als Dramatikerin. In: Die Literatur (31 / 1928/29), S. 563 f.
- Caroline Urstadt: Frauen als Dramatikerinnen. In: Der Scheinwerfer (9 / 1930/31), S. 13–16
- Hiltrud Gnüg und Renate Möhrmann (Hg.): Frauen-Literatur-Geschichte: schreibende Frauen vom Mittelalter bis zur Gegenwart. Stuttgart 1985 [1999; 2003]
- Spectaculum. Theaterstücke von Frauen. Frankfurt am Main 1987
- Anke Roeder (Hg.): Autorinnen: Herausforderungen an das Theater. Frankfurt am Main 1989
- Dagmar von Hoff: Dramen des Weiblichen: deutsche Dramatikerinnen um 1800. Wiesbaden 1989
- Karin A. Wurst: Frauen und Drama im achtzehnten Jahrhundert. Köln 1991
- Susanne Kord: Ein Blick hinter die Kulissen. Deutschsprachige Dramatikerinnen im 18. und 19. Jahrhundert. Stuttgart 1992
- Anne Stürzer: Dramatikerinnen und Zeitstücke: ein vergessenes Kapitel der Theatergeschichte von der Weimarer Republik bis zur Nachkriegszeit. Stuttgart 1993
- Frauen im Theater (Hg.): Damendramen, Dramendamen, Dramatikerinnen der Schweiz. o.A. 1994 [mit Informationen zur französischsprachigen Schweiz]
- Helga Kraft: Ein Haus aus Sprache: Dramatikerinnen und das andere Theater. Stuttgart / Weimar 1996
- Barbara Engelhardt, Therese Hörnigk und Bettina Masuch (Hg.): TheaterFrauenTheater. Berlin 2001
- Ingeborg Gleichauf: Was für ein Schauspiel! Deutschsprachige Dramatikerinnen des 20. Jahrhunderts und der Gegenwart. Berlin 2003
- Christine Künzel: Radikal weiblich? Theaterautorinnen heute. Berlin 2009
- Nikolaus Müller-Schöll: Die andere Theatermoderne. In: Theater heute (1/2021), S. 46 ff.

### International
- Victoria Sullivan und James V. Hatch: Plays by and about women; an anthology. New York 1973
- Mary R. Mahl und Helene Koon: The Female Spectator: English Women Writers Before 1800. Bloomington 1977
- Nancy Cotton: Women playwrights in English, c. 1363-1750. Lewisburg / London 1980
- Elizabeth Brown: Six female black playwrights. Images of Blacks in Plays by Lorraine Hansberry, Alice Childress, Sonia Sanchez, Barbara Molette, Martie Charles, and Ntozake Shange. Florida 1980
- Fidelis Morgan: The female wits: women playwrights on the London stage 1660–1720. London 1981
- Kadija George (Hg.): Six Plays by Black and Asian Women Writers. London 1993
- Sally Burke: American feminist playwrights: a critical history. New York / London 1993
- Ellen Donkin: Getting into the act : women playwrights in London, 1776-1829. New York / London 1995
- Katherine E. Kelly (Hg.): Modern drama by women. 1880s-1930s. An international anthology. London 1996
- Teresa Scott Soufas: Dramas of distinction: a study of plays by Golden Age women. Lexington 1997
- Sarah Blacher Cohen (Hg.): Making a Scene. The Contemporary Drama of Jewish-American Women. New York 1997
- Catherine Larson und Margarita Vargas (Hg.): Latin American Women Dramatists: Theater, Texts, and Theories. Bloomington 1998
- Elaine T. Partnow und Lesley Anne Hyatt: The Female Dramatist: Profiles of Women Playwrights from the Middle Ages to Contemporary Times. New York 1998
- Christy Gavin (Hg.): African American Women Playwrights: A Research Guide. New York 1999
- Susanne van Hove: Muses, que je consacre à ma noble patrie: Dramatikerinnen zur Zeit der Französischen Revolution. Frankfurt am Main/New York 2003
- Kathy A. Perkins (Hg.): African Women Playwrights. Illinois 2009
- Susan Croft (Hg.): Classic Plays by Women from 1600 to 2000. Twickenham 2010
- Yoshie Inoue: Japanese Women Playwrights. From Meiji to the Present. In: J. Thomas Rimer, Mitsuya Mori und M. Cody Poulton: The Columbia Anthology of Modern Japanese Drama. New York 2014, S. 167–174
- The Kilroys (Hg.): The Kilroys list. Volume One. 97 monologues and scenes by female and trans playwrights. New York 2017
- Yvette Hutchison / Amy Jephta (Hrsg.): Contemporary Plays by African Women. London u. a. 2019
- Wesley Brown, Aimée K. Michel (Hg.): The Methuen Drama Anthology of American Women Playwrights: 1970 - 2020. London [u. a.] 2020
- The Kilroys (Hg.): The Kilroys list. Volume Two. 67 monologues and scenes by female and nonbinary playwrights. New York 2020

### Monographien, Sammelbände und Porträts zu einzelnen zentralen Autorinnen

#### Isidora Aguirre
Christian Aylwin und Nicolás Superby (Regie): Isidora. Dokumentarfilm 2012

#### Zoë Akins
Alan Kreizenbeck: Zoe Akins: Broadway Playwright. Westport, Connecticut 2004

#### Joanna Baillie
Thomas C. Crochunis (Hg.): Joanna Baillie, Romantic Dramatist: Critical Essays. London 2004

#### Aphra Behn
- Janet Todd: Aphra Behn: A Secret Life. London [u. a.] 2017
- Tobias Schwartz (Hg.): Aphra Behn: Werke. Berlin 2021

#### Veza Canetti
Sophie Reyer: Veza Canetti. Eine Biographie. Würzburg 2019

#### Leonora Carrington
Joanna Moorhead: The Surreal Life of Leonora Carrington. London 2019

#### Alice Childress
La Vinia Delois Jennings: Alice Childress. New York 1995

#### Agatha Christie
Barbara Sichtermann: Agatha Christie. Biografie. Hamburg 2020

#### Caryl Churchill
Mary Luckhurst: Caryl Churchill. Routledge Modern and contemporary dramatists. London 2015

#### Marie Eugenie Delle Grazie
- Bernhard Münz: Marie Eugenie delle Grazie als Dichterin und Denkerin. Wien / Leipzig 1902
- Felix Milleker: Marie Eugenie Delle Grazie: ihr Leben und ihre Werke. Belacrkva (Weißkirchen) 1921

#### Marguerite Duras
Frédérique Lebelley: Marguerite Duras. Ein Leben. Frankfurt am Main 1999

#### Marie von Ebner-Eschenbach
Daniela Strigl: Berühmt sein ist nichts. Marie von Ebner-Eschenbach – Eine Biographie. Salzburg 2016

#### Marieluise Fleißer
Hiltrud Häntzschel: Marieluise Fleißer. Eine Biographie. Frankfurt am Main 2007

#### María Irene Fornés
- Scott T. Cummings: Maria Irene Fornes. Routledge Modern and Contemporary Dramatists. London 2013
- Michelle Memran (Regie): The Rest I Make Up. Dokumentarfilm 2018[33]

#### Anna Gmeyner
Birte Werner: Illusionslos. Hoffnungsvoll. Die Zeitstücke und Exilromane Anna Gmeyners. Göttingen 2006

#### Lorraine Hansberry
- Patricia und Fredrick McKissack: Young, Black, and Determined: A Biography of Lorraine Hansberry. New York 1998
- Susan Sinnott: Lorraine Hansberry: Awardwinning Playwright and Civil Rights Activist. Berkeley 1999
- Tracy Heather Strain (Regie): Sighted Eyes/Feeling Heart. Dokumentarfilm 2017[34]
- Imani Perry: Looking for Lorraine: The Radiant and Radical Life of Lorraine Hansberry. o.A. 2019
- Soyica Diggs Colbert: Radical Vision: A Biography of Lorraine Hansberry. New Haven 2021

#### Lillian Hellman
- Katherine Lederer: Lillian Hellman. Boston 1979
- Mark W. Estrin: Lillian Hellman. Plays, Films, Memoirs. a reference guide. Boston 1980
- Mary Marguerite Riordan: Lillian Hellman, a bibliography: 1926-1978. London 1980
- Saundra Towns: Lilian Hellman. New York / Philadelphia 1989
- Mark W. Estrin (Hg.): Critical Essays on Lillian Hellman. Boston 1989
- Alice Griffin und Geraldine Thorsten: Understanding Lillian Hellman. Columbia 1999
- Deborah Martinson: Lillian Hellman: A Life with Foxes and Scoundrels. New York 2005

#### Elfriede Jelinek
- Marlies Janz: Elfriede Jelinek. Stuttgart 1995
- Brigitte Landes (Hg.): stets das ihre. Elfriede Jelinek. Arbeitsbuch. Berlin 2006
- Verena Mayer und Roland Koberg: Elfriede Jelinek: Ein Porträt. Hamburg 2006
- Pia Janke: Jelinek-Handbuch. Stuttgart 2013
- Pia Janke: Elfriede Jelinek: Werk und Rezeption. Wien 2015
- Claudia Müller (Regie): Elfriede Jelinek – Die Sprache von der Leine lassen. Dokumentarfilm 2022

#### Sarah Kane
Graham Saunders: About Kane: The Playwright and the Work. London 2009

#### Gina Kaus
Veronika Hofeneder: Der produktive Kosmos der Gina Kaus: Schriftstellerin – Pädagogin – Revolutionärin. Hildesheim 2013

#### Adrienne Kennedy
Paul K. Bryant-Jackson und Lois More Overbeck: Intersecting Boundaries: The Theatre of Adrienne Kennedy. Minneapolis 1992

#### Ilse Langner
Monika Melchert: Die Frau, die erst kommen wird ... Die Dramatikerin Ilse Langner. Eine Monographie. Berlin 2002

#### Suzan-Lori Parks
Jennifer Larson: Understanding Suzan-Lori Parks. Columbia 2012

#### Cecilie Løveid
Bettina Baur: Melancholie und Karneval: Zur Dramatik Cecilie Løveids. Tübingen / Basel 2002

#### Gerlind Reinshagen
Helga Kraft und Therese Hörnigk: Eine Welt aus Sprache – Zum Werk von Gerlind Reinshagen: Eine kritische Anthologie. Berlin 2007

#### Ntozake Shange
Neal A. Lester: Ntozake Shange: a critical study of the plays. New York 1995

#### Githa Sowerby
Patricia Riley: Looking for Githa. Newcastle upon Tyne 2009

#### Ruth Weiss
Thomas Antonic (Regie): One More Step West is the Sea: Ruth Weiss. Dokumentarfilm 2021

#### Lida Winiewicz
Lida Winiewicz: Achterbahn: Vom Schreiben leben. Wien 2019

#### Gabriela Zapolska
Hanna Ratuszna und Adam Jarosz (Hg.): Gabriela Zapolska. Życie i twórczość. Stuttgart 2013